# Królowa Śniegu
Królowa Śniegu (duń. Sneedronningen, współ. duń. Snedronningen) – baśń literacka autorstwa Hansa Christiana Andersena, wydana po raz pierwszy w 1844 roku. 
Baśń posiada podtytuł: Baśń w siedmiu częściach.

## Historia
Geneza Królowej Śniegu jest związana z osobistymi doświadczeniami Andersena, szczególnie z jego uczuciami do szwedzkiej śpiewaczki operowej Jenny Lind. Artystka odrzuciła zaloty Andersena, co mogło wpłynąć na stworzenie postaci zimnej, nieczułej Królowej Śniegu, symbolizującej jego rozczarowanie.
Pisarz doznał urazu w dzieciństwie. Królowa Śniegu stała się jego osobistym wrogiem. Jako dziecko usłyszał słowa umierającego ojca: „Oto nadchodzi Lodowa Dziewica, przyszła do mnie”. W skandynawskich mitach zima, zimno i sama śmierć były określane, ucieleśniały zimne odrętwienie. 
Pisarz zaczerpnął też z folkloru skandynawskiego. Podstawową inspiracją była norweska baśń Na wschód od słońca, na zachód od księżyca (norw. Østenfor sol og vestenfor måne), będąca reinterpretacją mitu o Kupidynie i Psyche przedstawionego w Złotym ośle rzymskiego pisarza Apulejusza. Andersen mógł zetknąć się z jej duńskim tłumaczeniem. Format „opowieści w opowieści” zaczerpnięty został z Tysiąca i jednej nocy.
Baśń Królowa Śniegu została opublikowana po raz pierwszy 21 grudnia 1844 roku w zbiorze Nowe przygody. Tom pierwszy. Druga kolekcja. 1845 (duń. Nye Eventyr. Første Bind. Anden Samling. 1845) razem z Choinką (duń. Grantræet). Wydawnictwo ukazało się w okresie przed świętami Bożego Narodzenia.
Andersen napisał część książki w Parku Narodowym „Czeska Szwajcaria” w Czechach.

## Fabuła
W odróżnieniu od innych baśni literackich Andersena, narracja w Królowej Śniegu utrzymana została w stylu powieściowym. Treść dzieli się na siedem rozdziałów.

### Lustro i jego okruchy
Diabeł w postaci trolla tworzy magiczne lustro, które zniekształca wygląd wszystkiego, co się w nim odbija. Lustro nie odbija dobrych i pięknych aspektów ludzi i rzeczy, ale powiększa ich złe i brzydkie cechy. Słudzy trolla zabierają lustro na cały świat, aby wszystko zniekształcić. Chcą zabrać je do nieba, aby wyśmiewać Boga i aniołów. Gdy wzlatują, lustro trzęsie się i spada, rozbijając się na niezliczoną liczbę kawałków. Niektóre stają się szybami okiennymi, niektóre okularami, a niektóre wbijają się w ludzkie serca i oczy, nadając im zimne i gorzkie usposobienie. Troll śmieje się do rozpuku ze swojego psotu.

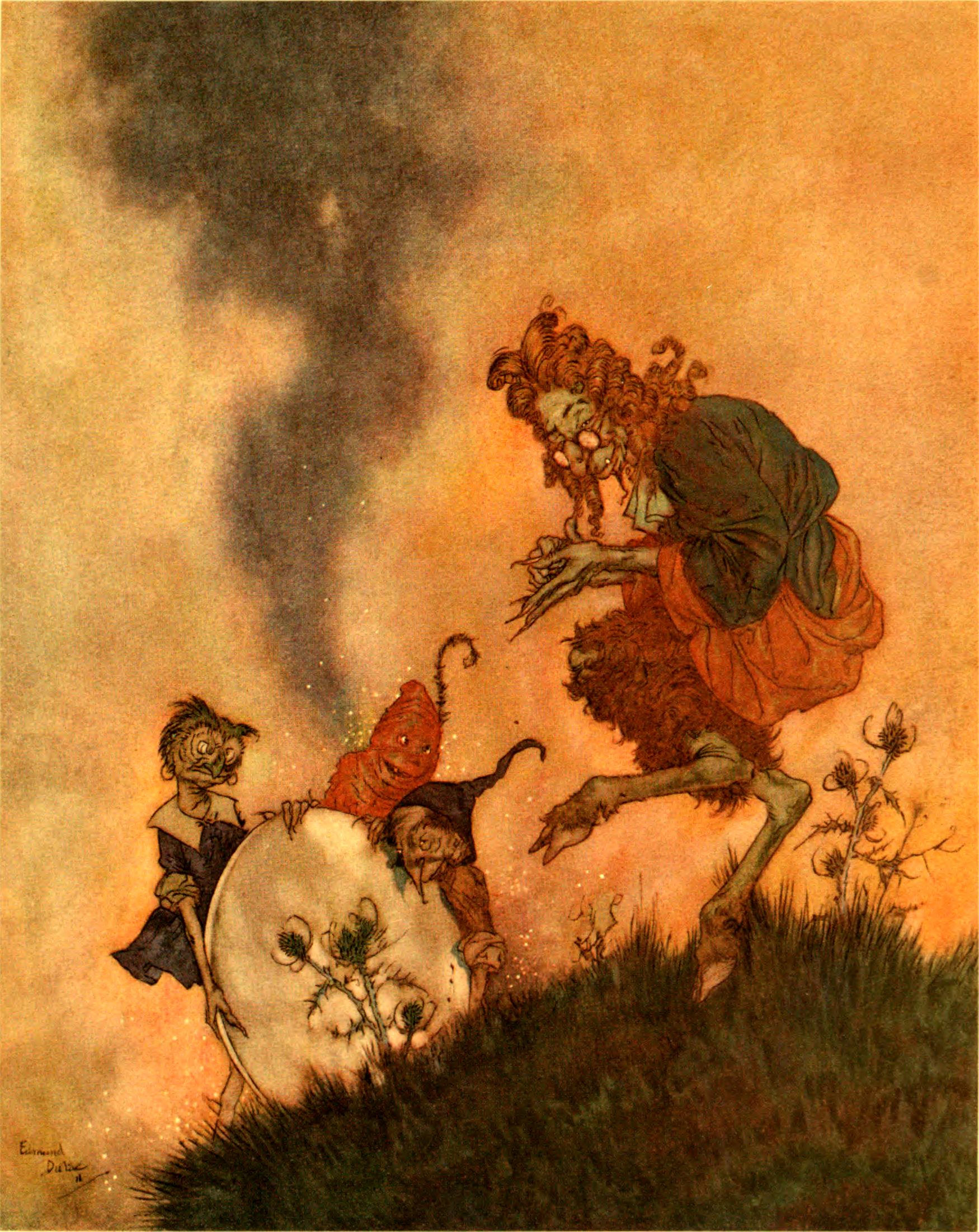
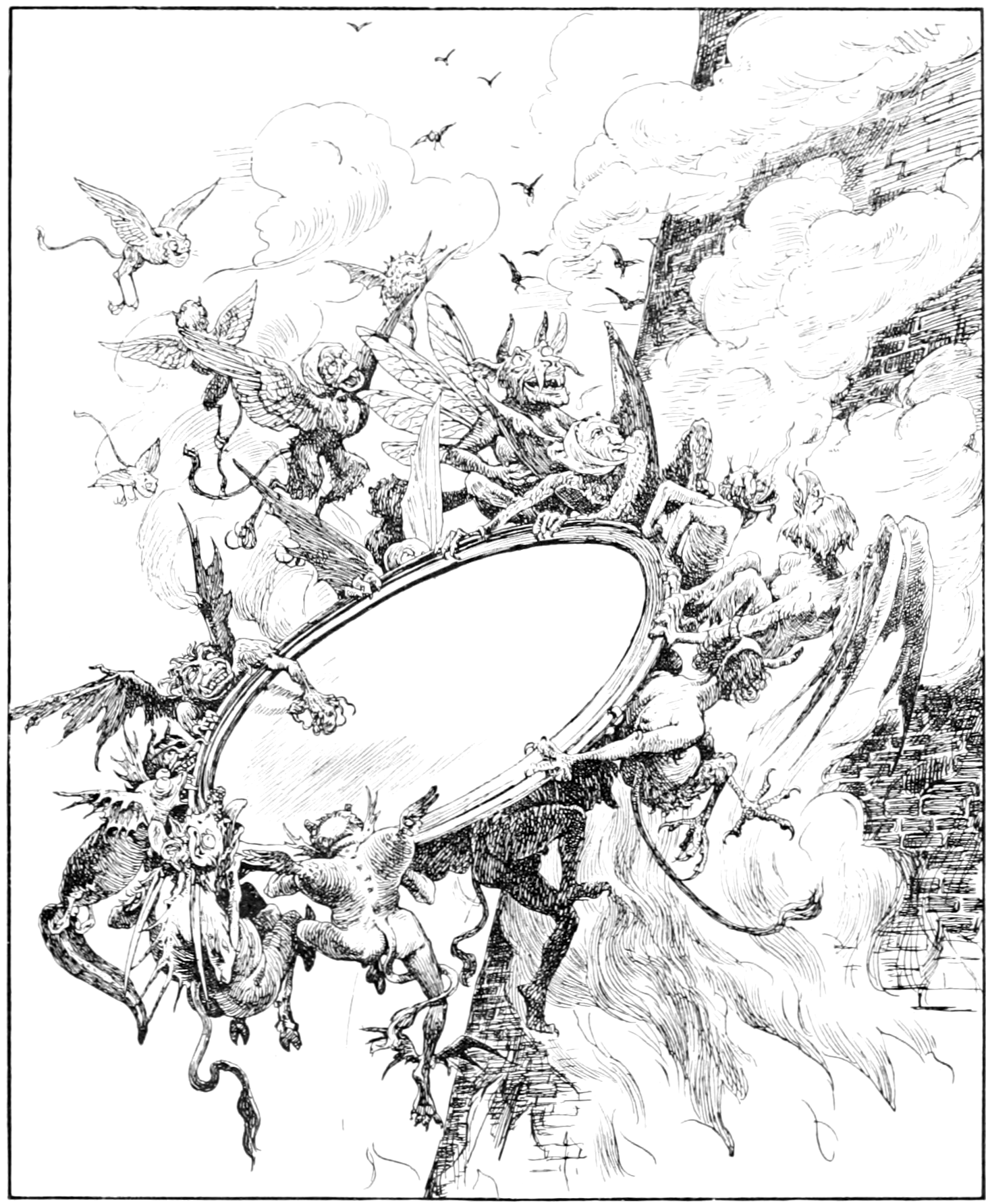
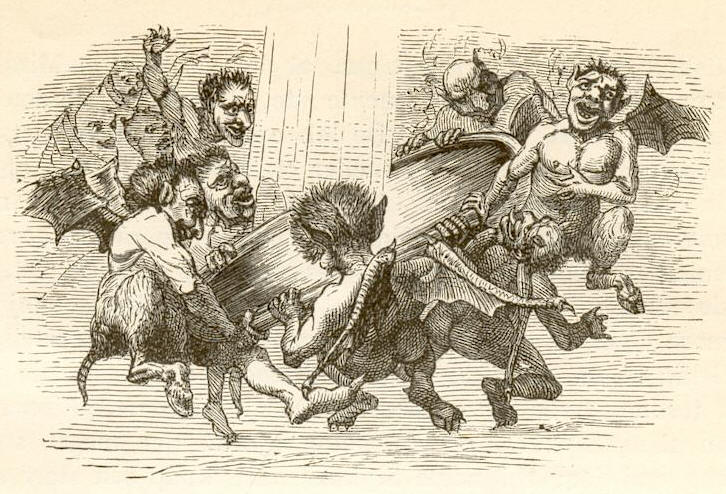
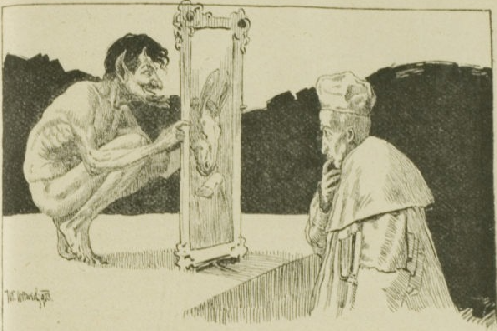

### Kaj i Gerda
Lata później, mały chłopiec Kaj i mała dziewczynka Gerda mieszkają obok siebie na poddaszach budynków z przylegającymi dachami w dużym mieście. Mogą dostać się z jednego domu do drugiego, po prostu przechodząc przez rynny. Dwie rodziny uprawiają warzywa i róże w skrzynkach okiennych umieszczonych na rynnach. Gerda i Kaj mają ogródek, w którym mogą się bawić, i stają się sobie oddani jako towarzysze zabaw i tak bliscy, jakby byli rodzeństwem.

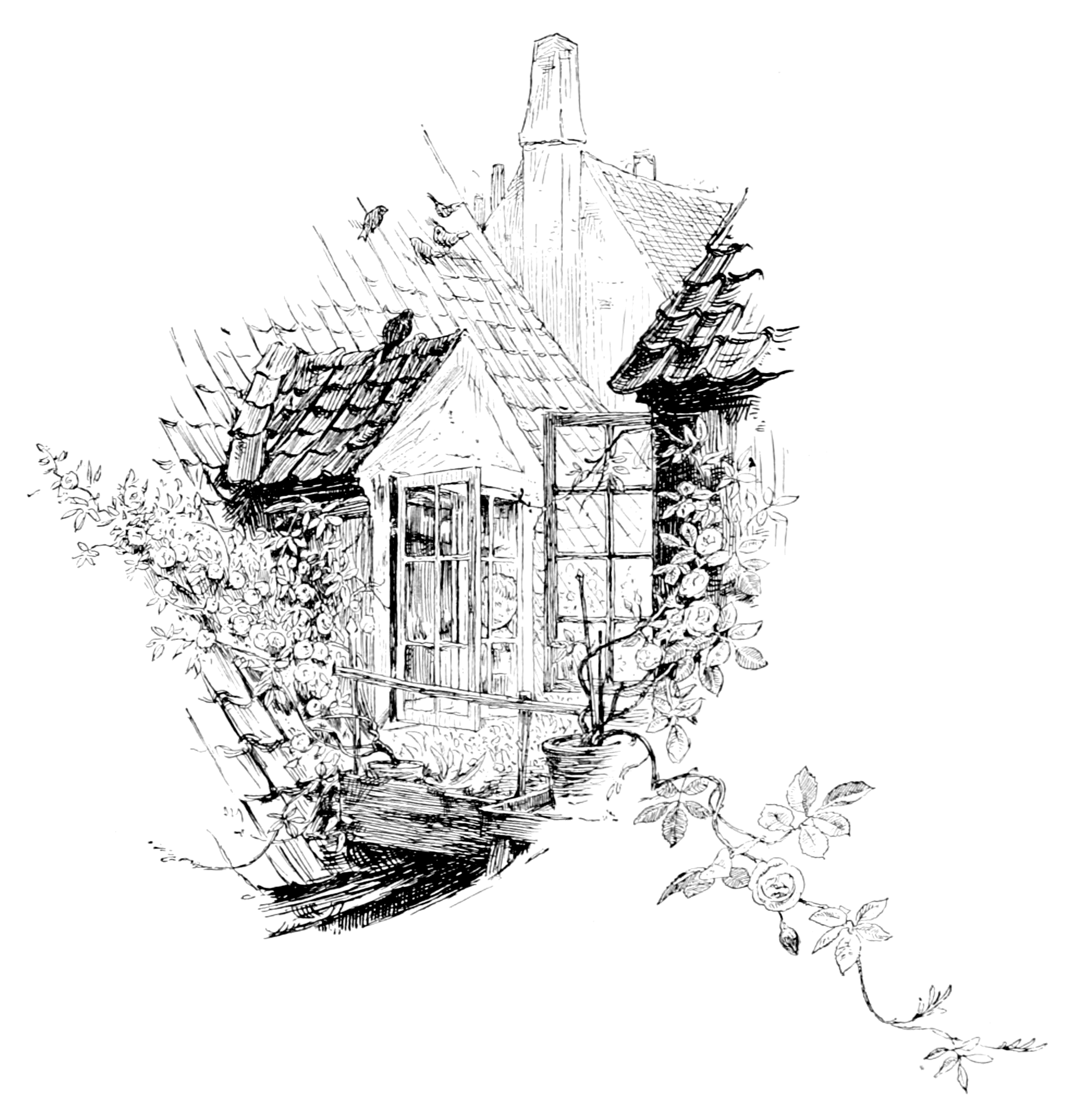
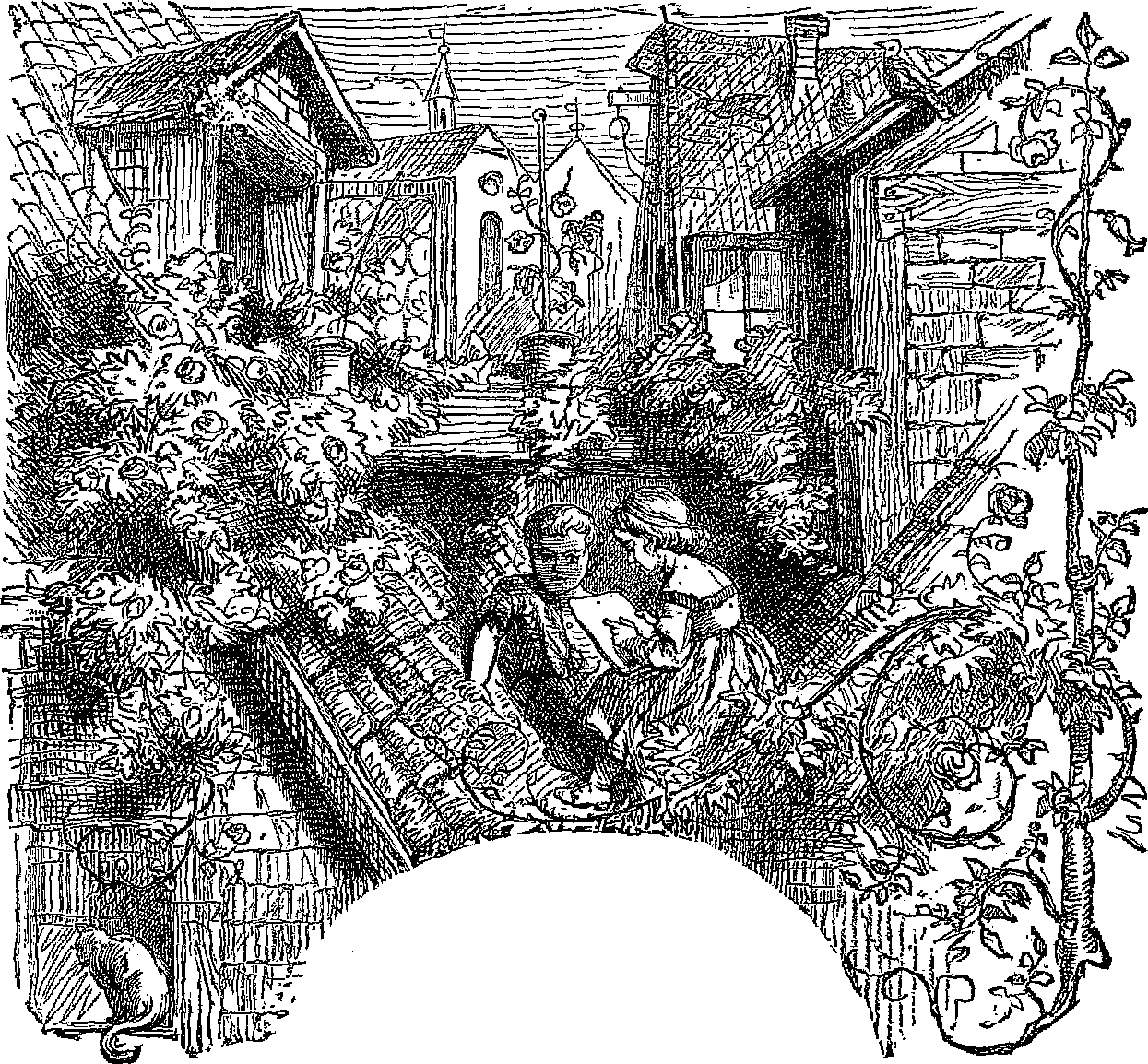

Babcia Gerdy opowiada dzieciom o Królowej Śniegu, która włada „śnieżnymi pszczołami” — płatkami śniegu. Tak jak pszczoły mają królową, tak samo płatki śniegu. Ponoć jest widzialna tam, gdzie gromadzi się najwięcej śnieżynek. Pewnej zimy, patrząc przez oszronione okno, Kaj widzi Królową Śniegu, która gestem zaprasza go, aby pójść z nią. Kaj odsuwa się ze strachu od okna.

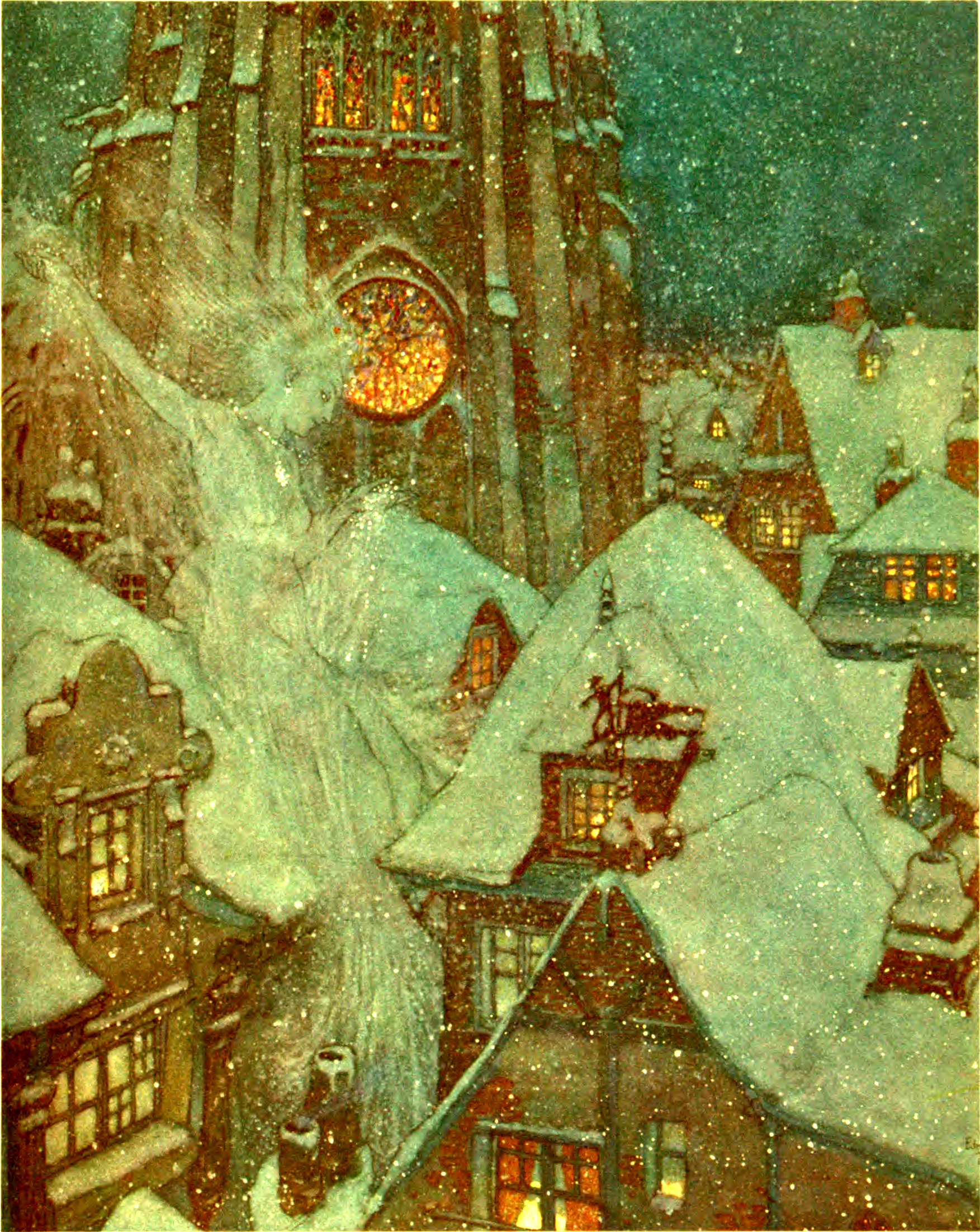
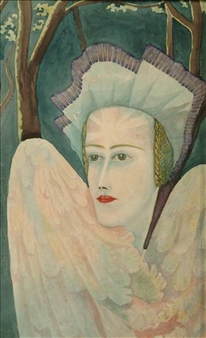
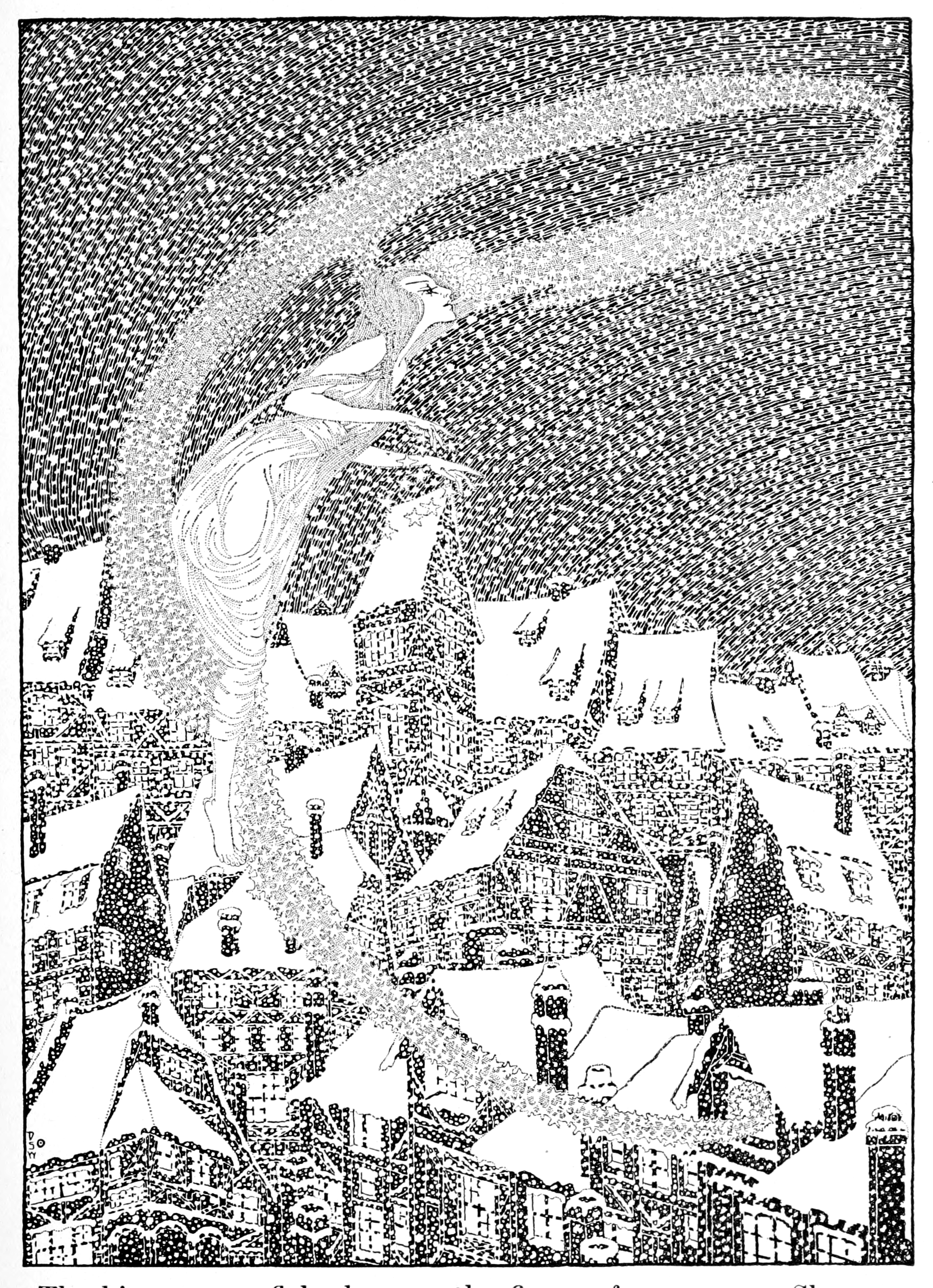
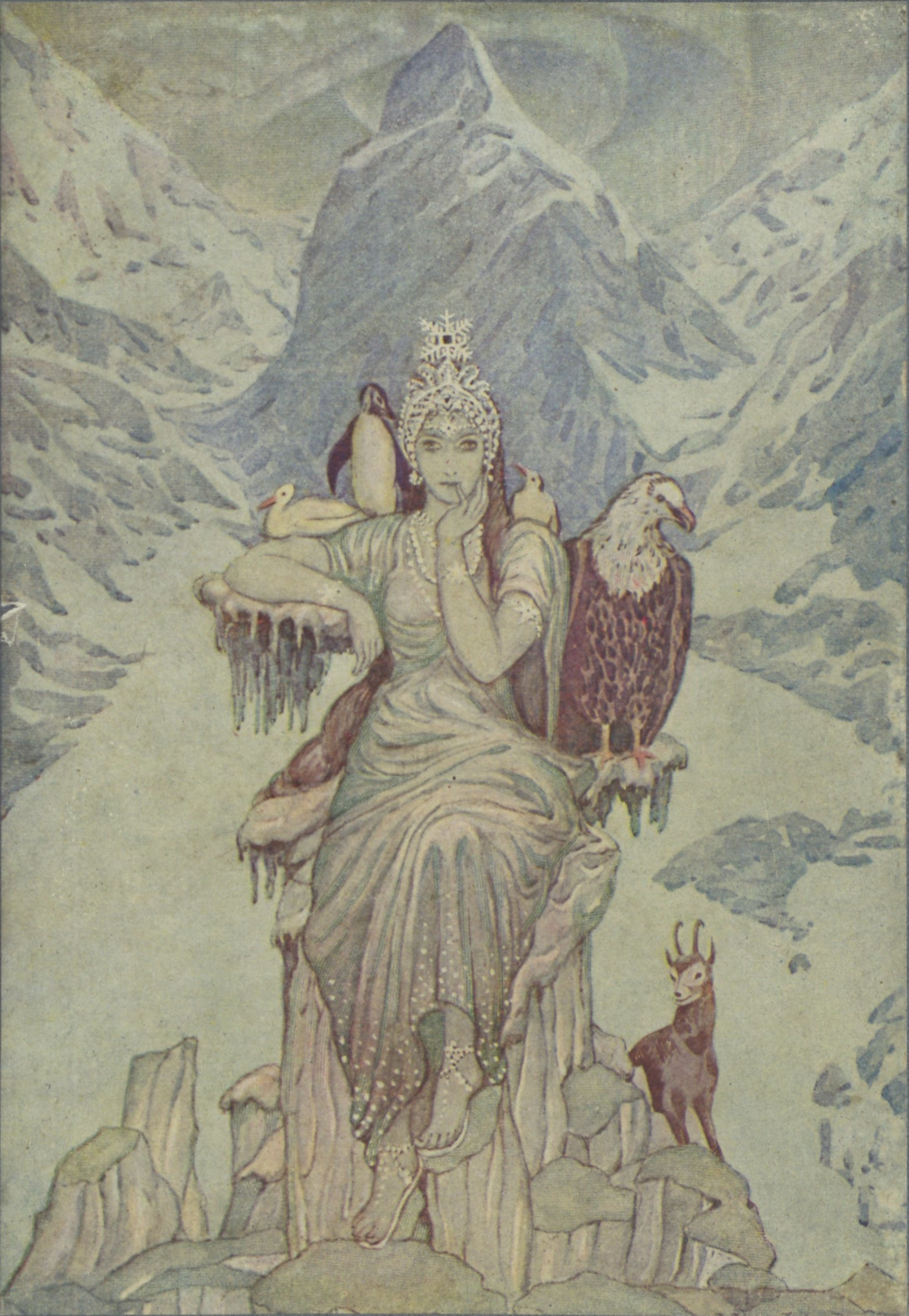

Następnej wiosny Gerda uczy się piosenki, którą śpiewa Kajowi: „Róże kwitną w dolinie; tam Dzieciątka kwilenie!” Ponieważ róże zdobią ogród w skrzynce okiennej, widok róż zawsze przypomina Gerdzie o jej miłości do Kaja.
Pewnego letniego dnia drzazgi zwierciadła trolla wbijają się w serce i oczy Kaja. Chłopiec momentalnie staje się okrutny i agresywny. Niszczy wspólny ogród w skrzynce okiennej i wyśmiewa babcię Gerdy. Nie obchodzi go już Gerda, ponieważ teraz wszyscy wydają mu się źli i brzydcy. Kiedy zima znów nadchodzi, jedyną rzeczą, w której nie widzi nic złego, są płatki śniegu. Bada je przez szkło powiększające. Kaj wychodzi z sankami, aby bawić się na zaśnieżonym rynku i zaprzęga je do sań prowadzonych przez tajemniczą postać otuloną w białe futro. Sanie przejeżdżają przez bramę miasta, jadąc coraz szybciej przez wieś, a następnie zatrzymują się, a woźnica okazuje się być Królową Śniegu. Całuje Kaja, by znieczulić go na zimno i ponownie, by zapomniał o Gerdzie i bliskich. Następnie lecą razem saniami w górę, w chmury.

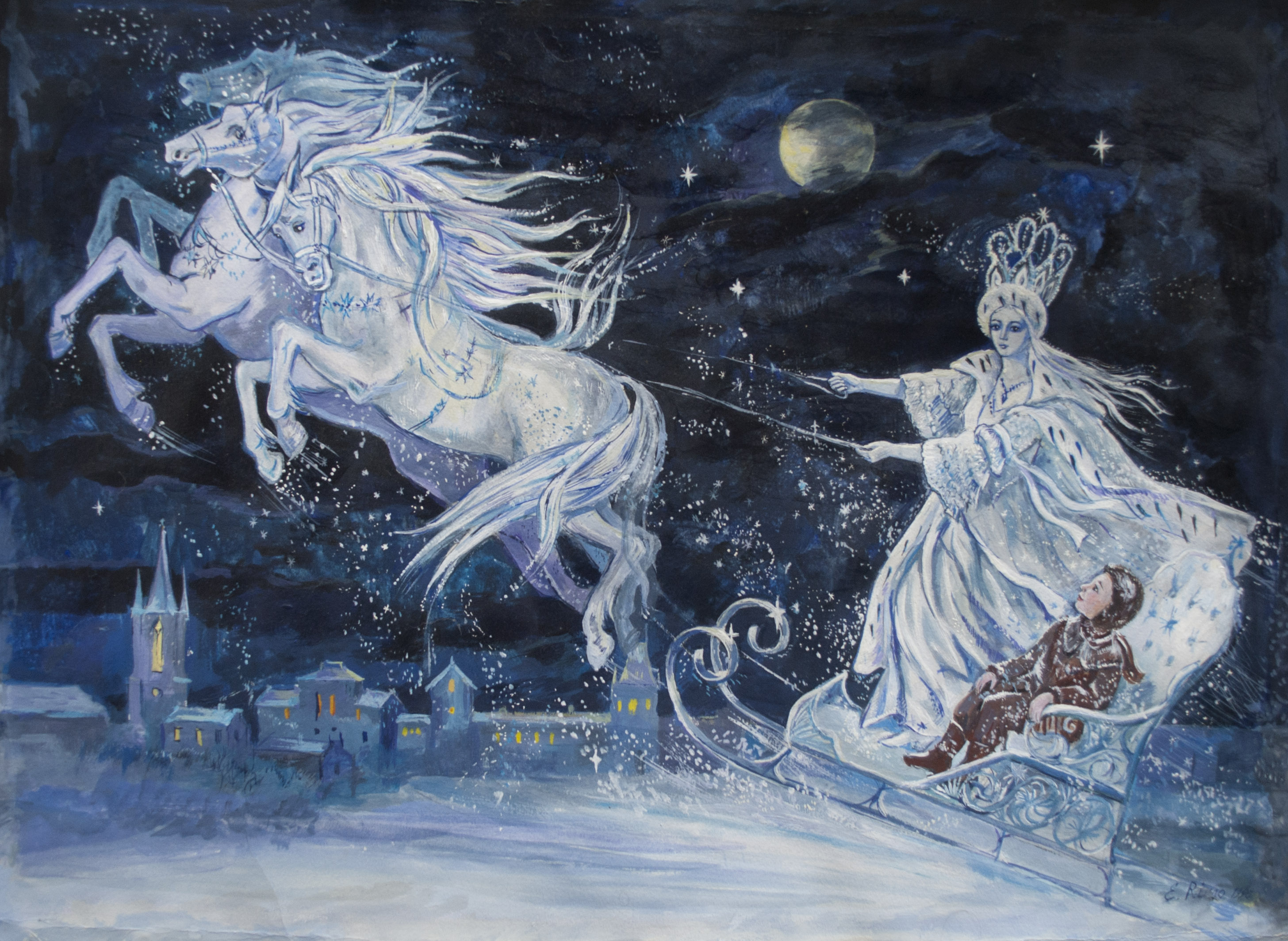
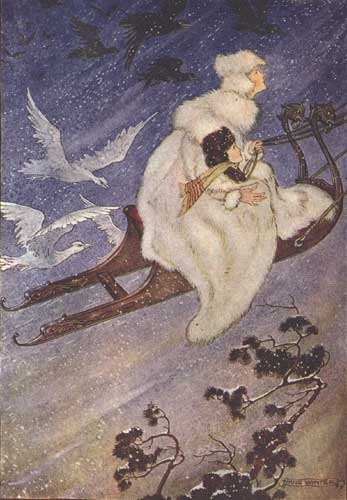
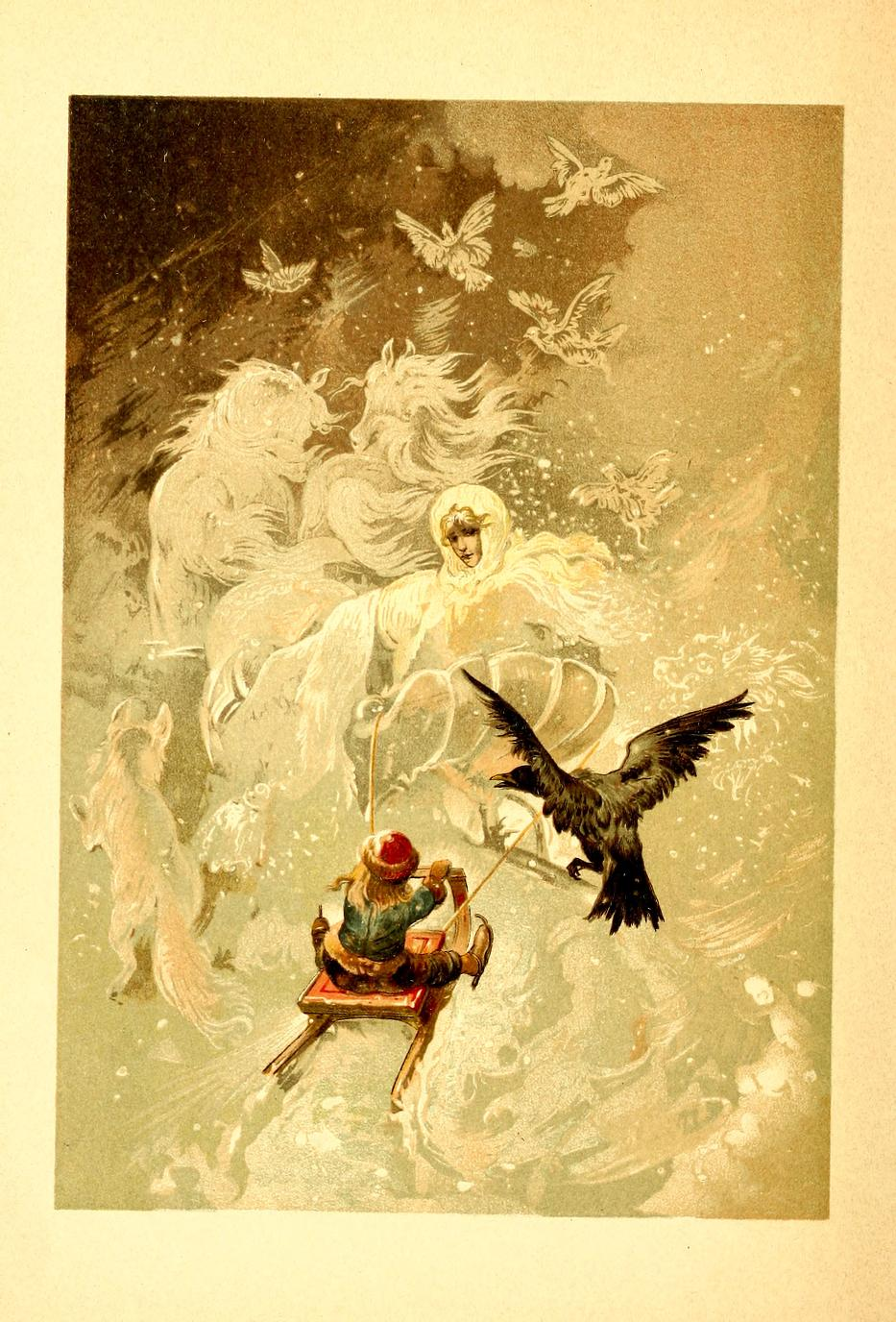

### Ogród kobiety znającej się na czarach
Mieszkańcy miasta dochodzą do wniosku, że Kaj zginął w pobliskiej rzece. Gdy nadchodzi wiosna, Gerda idzie do rzeki i ofiaruje jej swoje ulubione czerwone buty, jeśli rzeka zwróci Kaja. Buty wracają na brzeg, więc ona wsiada do pobliskiej łodzi, aby wrzucić je gdzieś dalej. Łódź zostaje odcumowana, odpływa od brzegu i porywa ją prąd rzeczny.
Gerda dryfuje, aż dociera do domu starej kobiety, która ciągnie ją na brzeg za pomocą swojego krzywego kostura. Kobieta jest czarodziejką i chce zatrzymać Gerdę na zawsze przy sobie. Rzuca czar i sprawia, że Gerda zapomina o Kaju. Także wszystkie róże w jej ogrodzie zapadają się pod ziemię, ponieważ wie, że ich widok może przypomnieć Gerdzie o zaginionym przyjacielu. Kobieta pozwala Gerdzie bawić się w swoim ogrodzie kwiatowym dzień po dniu, gdzie wszystkie kwiaty kwitną, aż pewnego dnia zauważa różę na czepcu kobiety. Przypomina sobie Kaja i zaczyna płakać, a jej łzy podnoszą jeden z krzaków róż z ziemi. Róże zapewniają ją, że Kaj nie umarł, ponieważ nie ma go pod ziemią, skąd wychodzą. Gerda pyta inne kwiaty; każdy śpiewa swoją własną pieśń, ale żaden nie ma nic do powiedzenia o Kaju. Gerda ucieka z ogrodu i odkrywa, że jest już jesień.

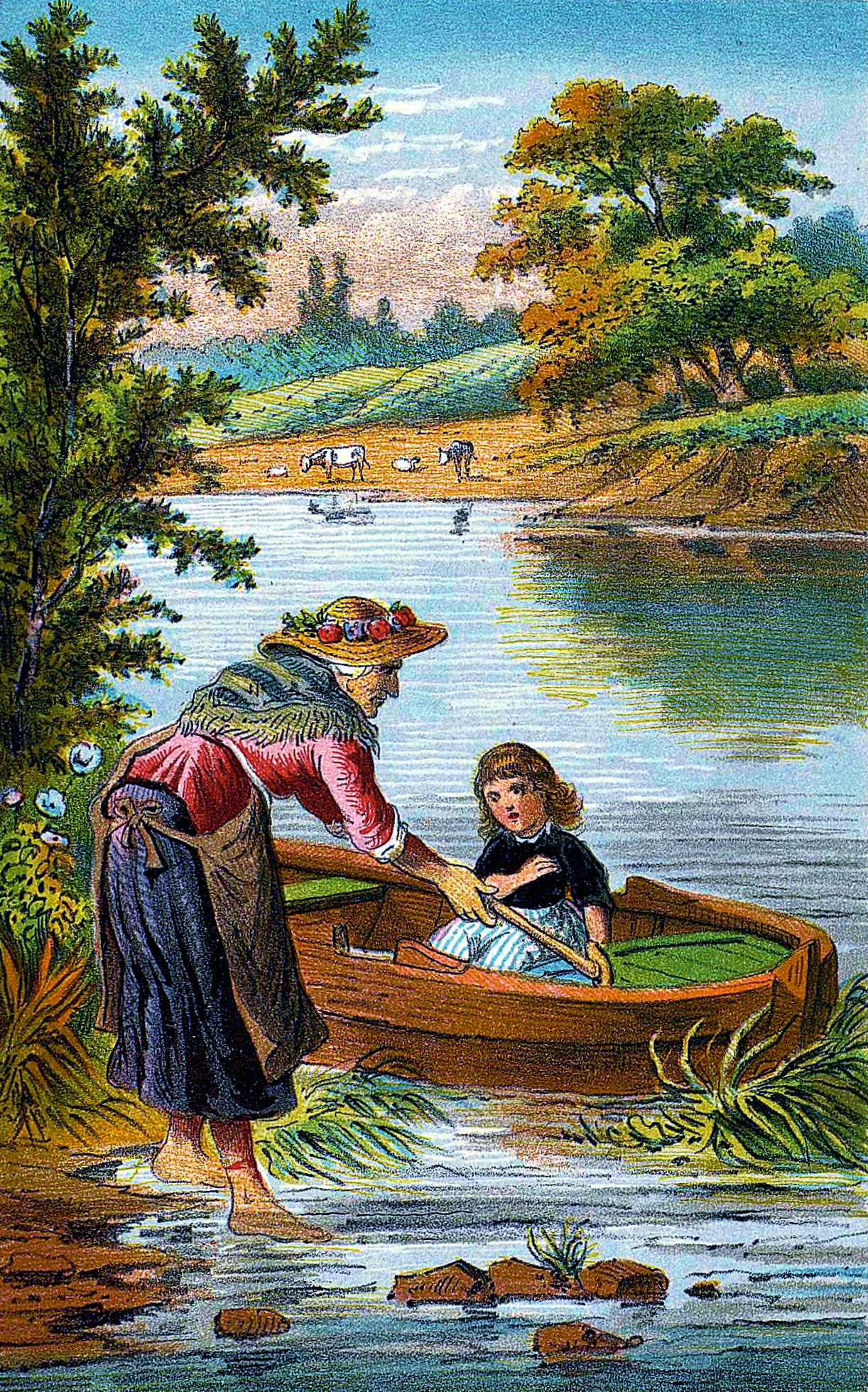
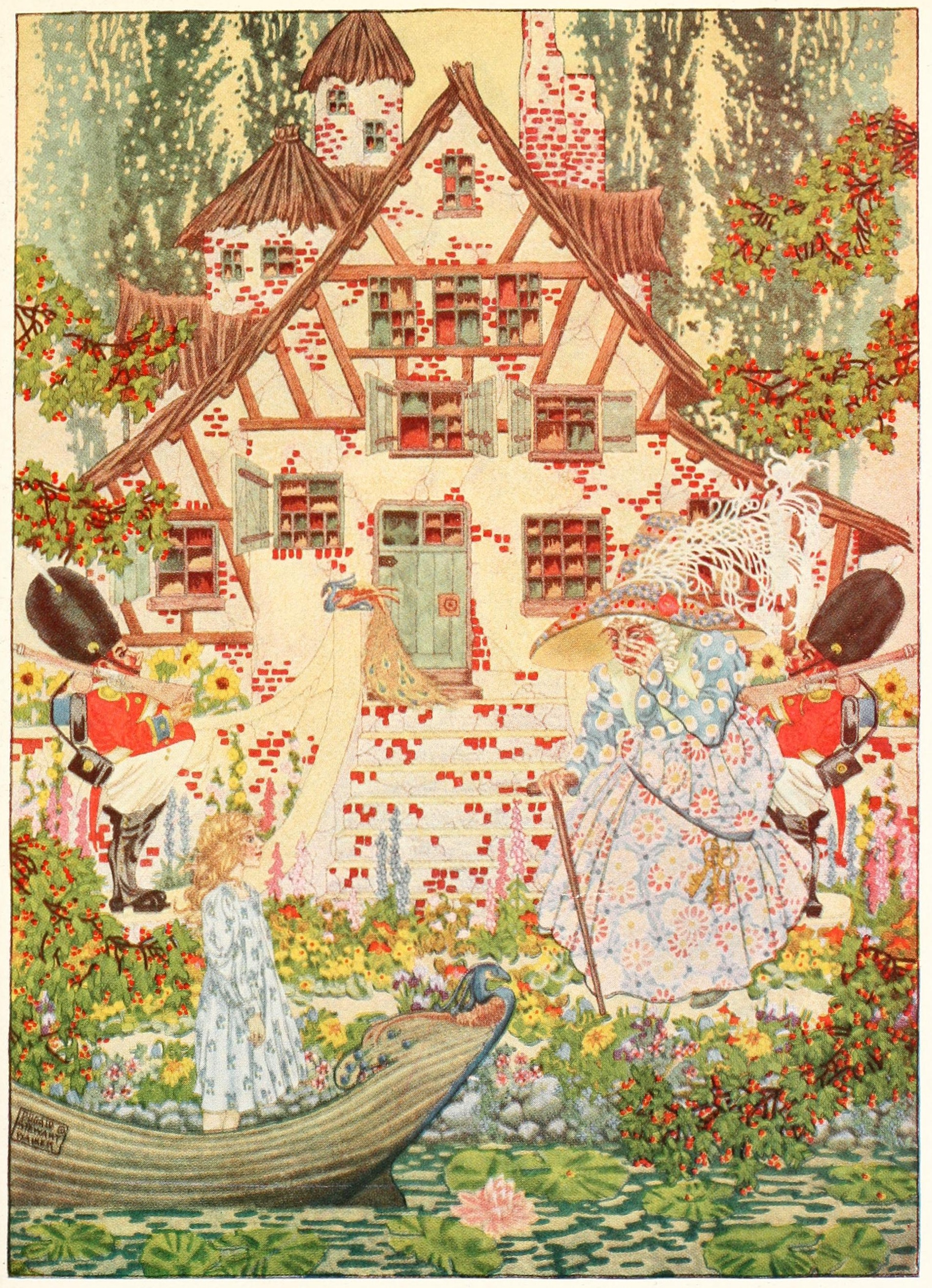
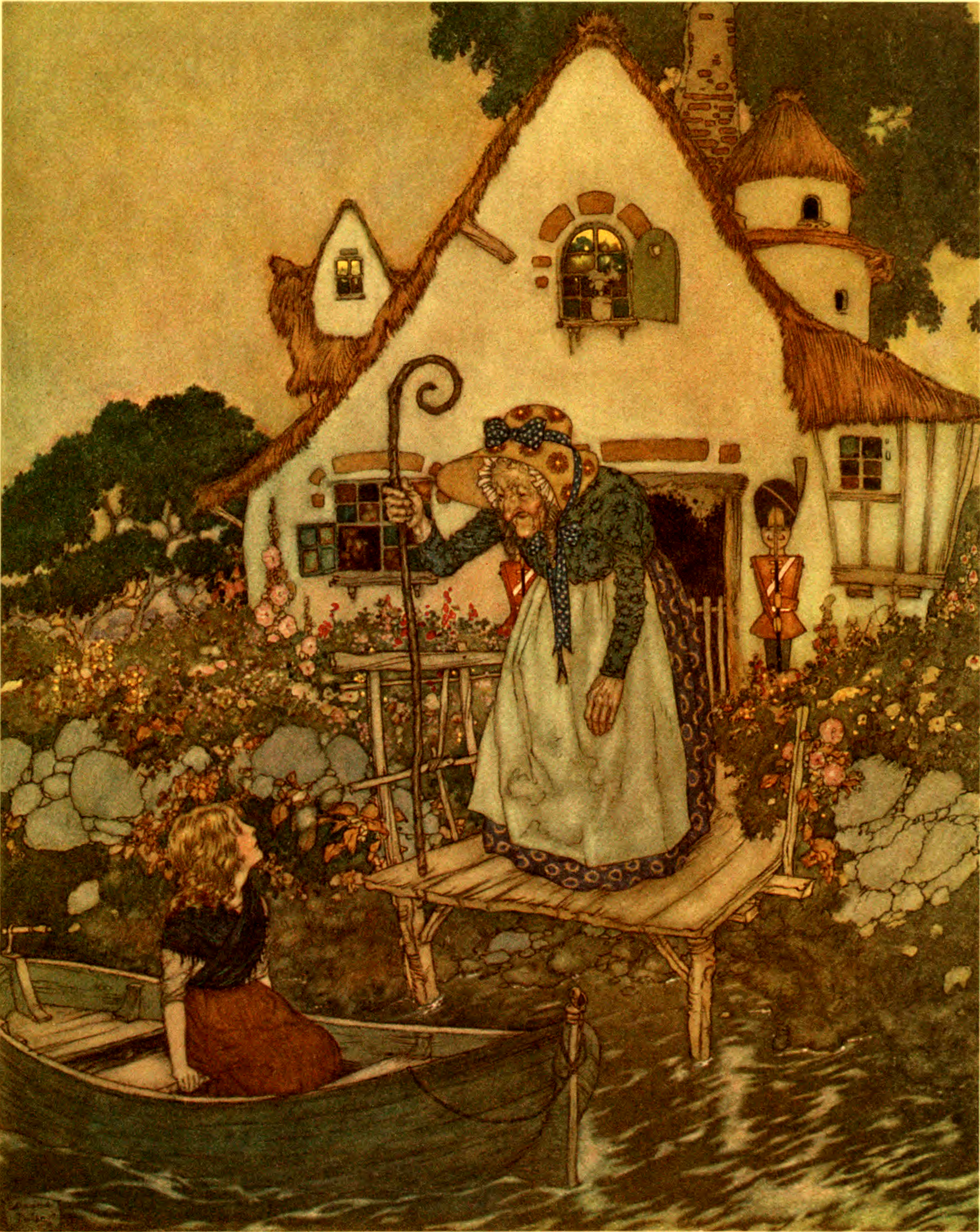
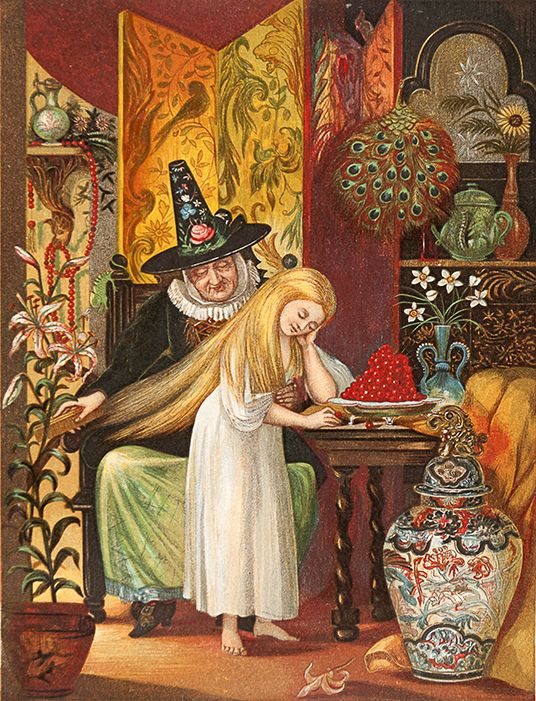

### Książę i księżniczka
Gerda spotyka kruka, który mówi jej, że chyba wie, gdzie szukać Kaja. Wyjaśnia, że mądra księżniczka chcąca wyjść tylko za mężczyznę dobrego do rozmowy ma już tego, którego szukała. Przez dwa dni kandydaci spotykali się z księżniczką w nadziei na poślubienie jej, ale po spotkaniu byli onieśmieleni. Trzeciego dnia niski człowiek w podartych ubraniach wszedł pewnie do pałacu i zdobył księżniczkę, słuchając jej. Gerda zakrada się do pałacu z krukiem, ale odkrywa, że książę to nie Kaj. Rezygnuje z gościny w pałacu, prosi o konia, powóz i buty, aby móc kontynuować poszukiwania ukochanego.

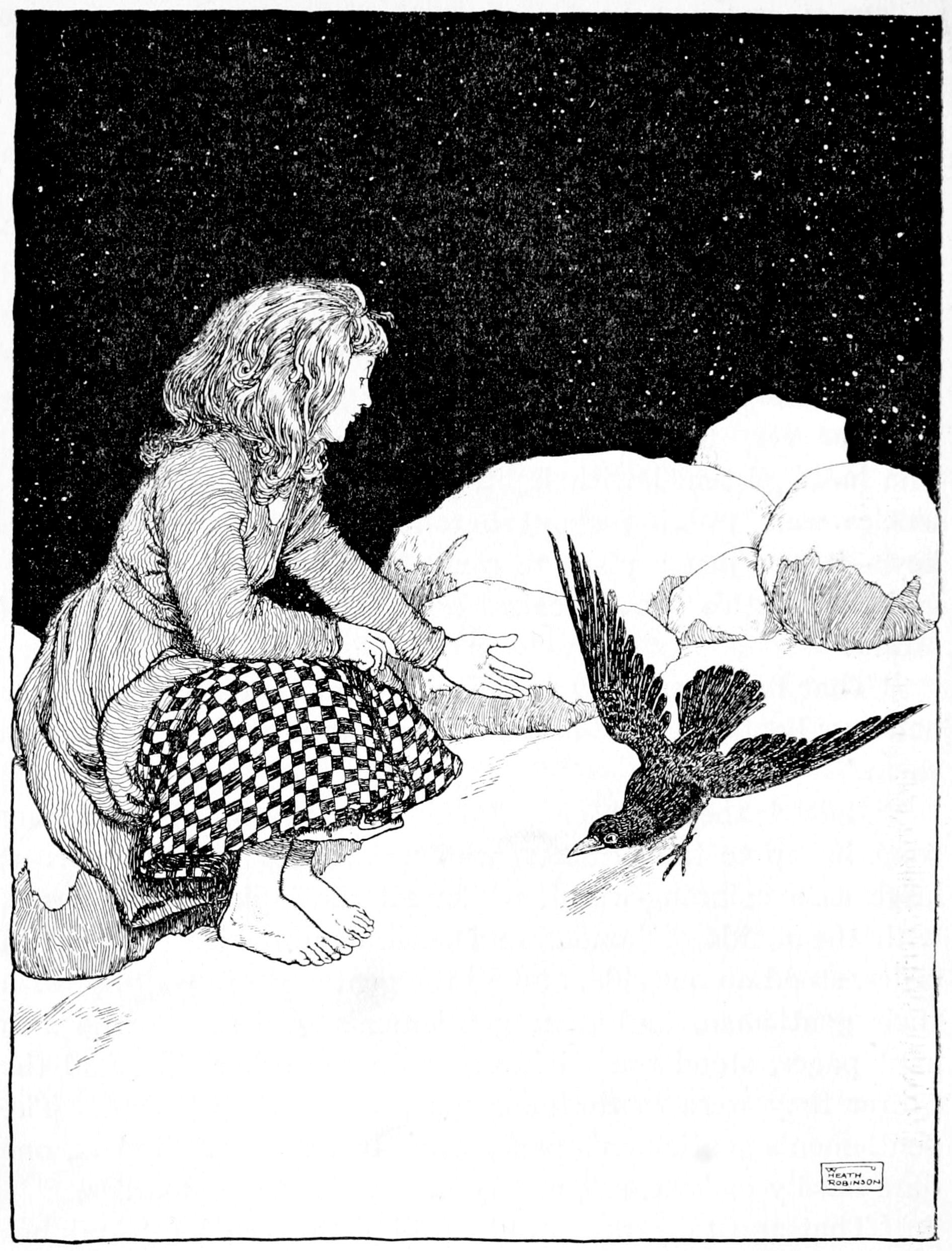
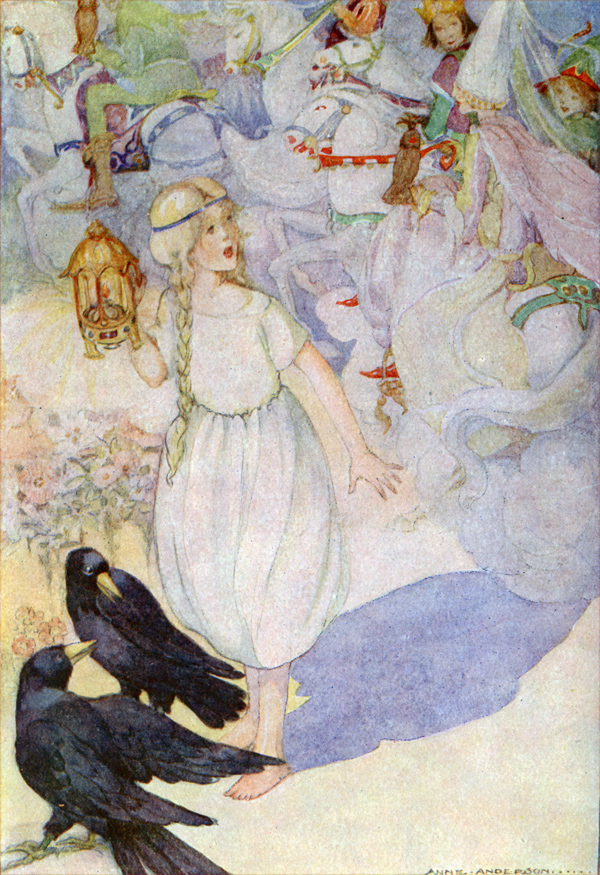
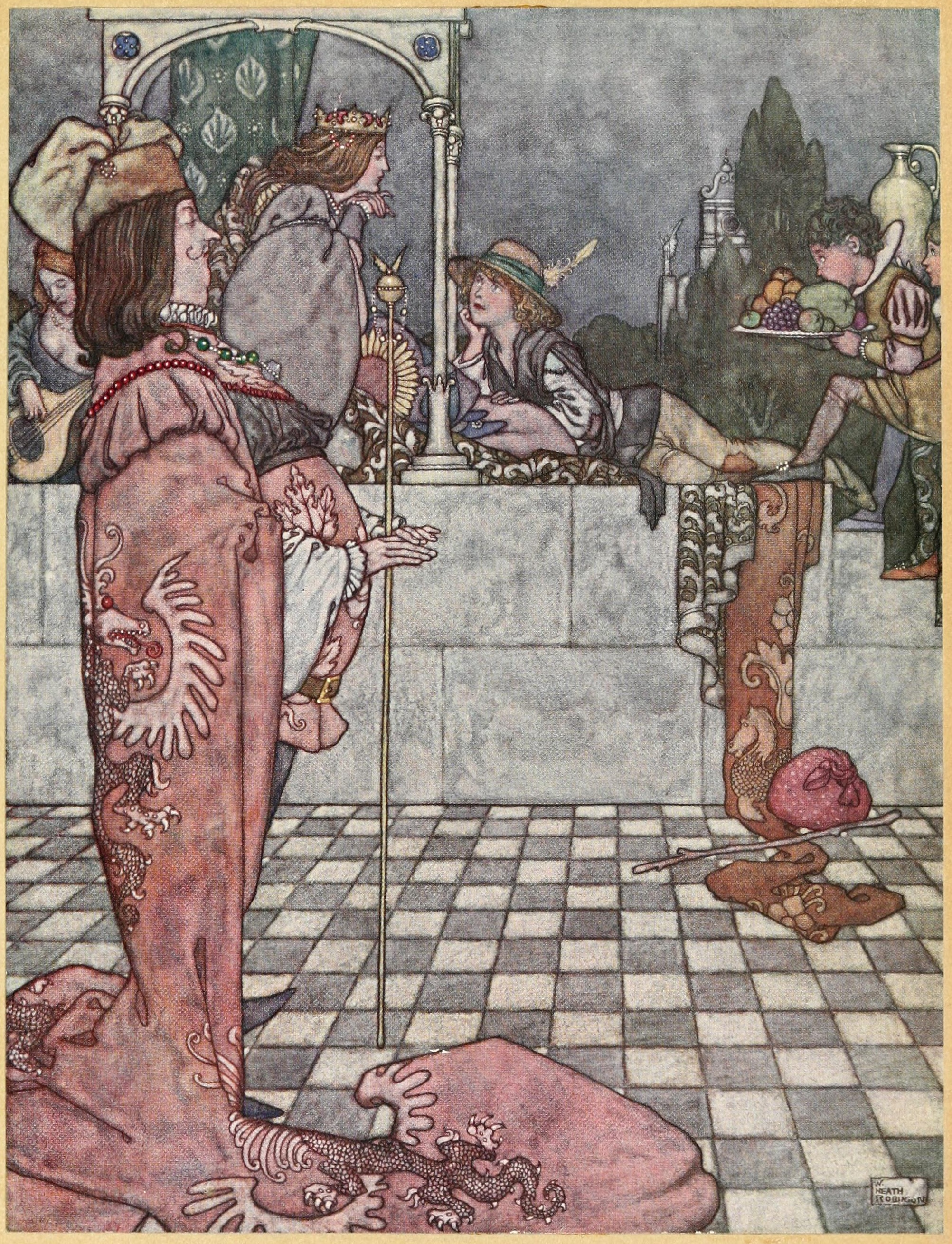
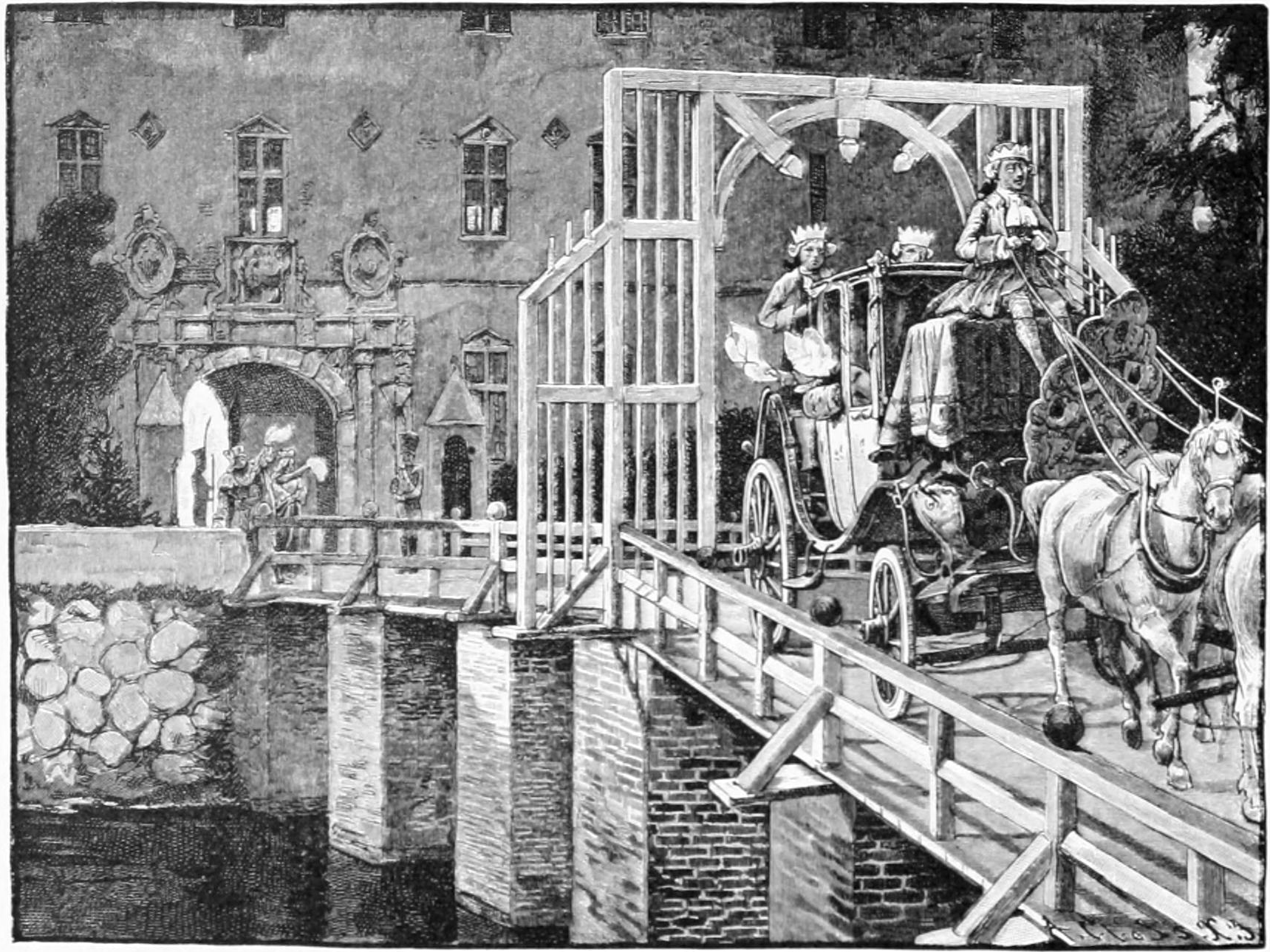
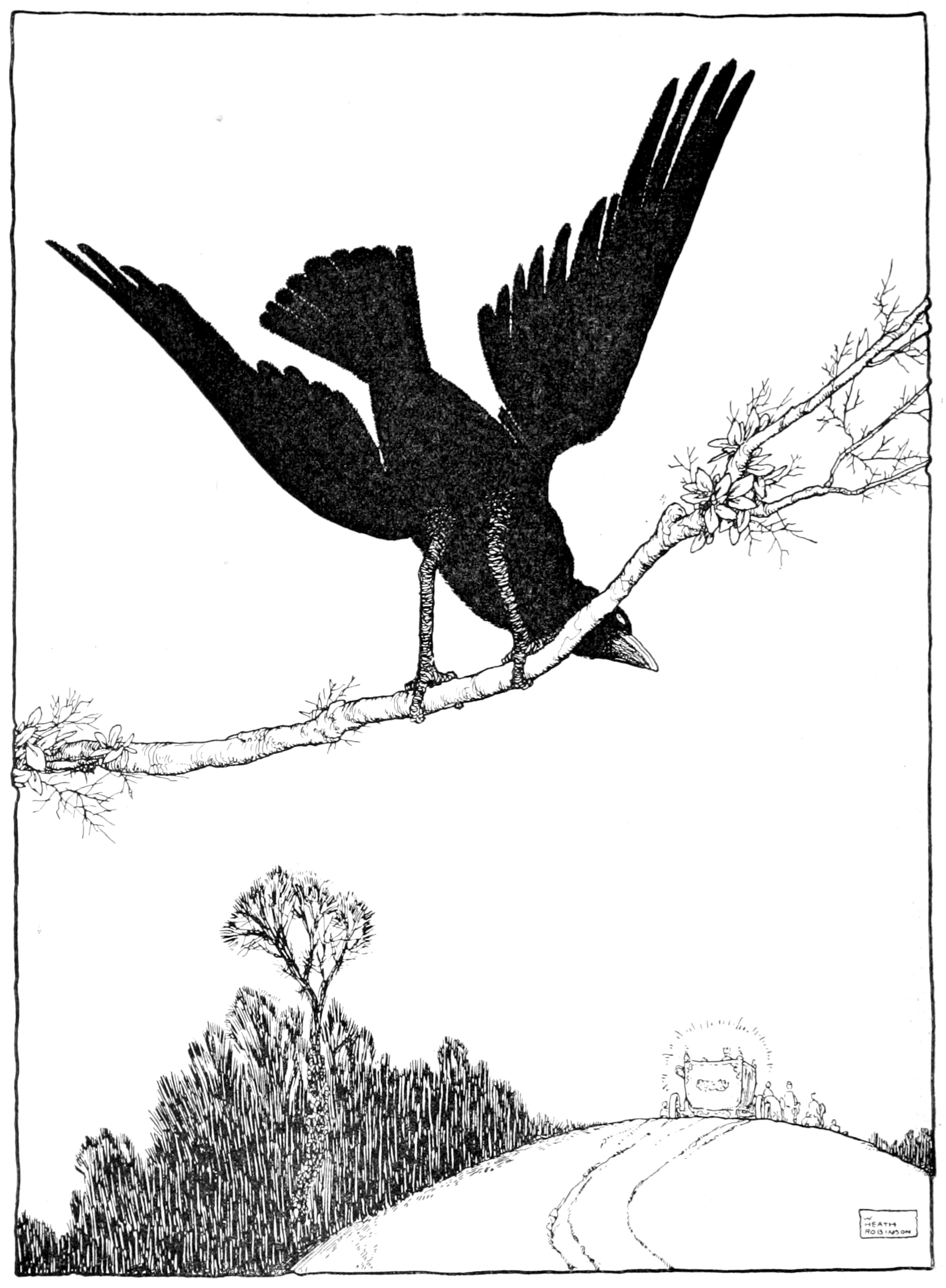

### Mała rozbójniczka
Podczas podróży powozem Gerda wpada w ręce rabusiów. Jej życie zostaje oszczędzone, gdy mała rozbójniczka żąda, aby Gerda została jej towarzyszką do zabawy. Jadą razem do zamku rozbójników, gdzie gołębie dziewczynki mówią Gerdzie, że widziały Kaja, gdy porywała go Królowa Śniegu w kierunku Laponii. Uwięziony renifer Bae mówi jej, że wie, jak dostać się do Laponii, ponieważ są to jego ojczyste strony.

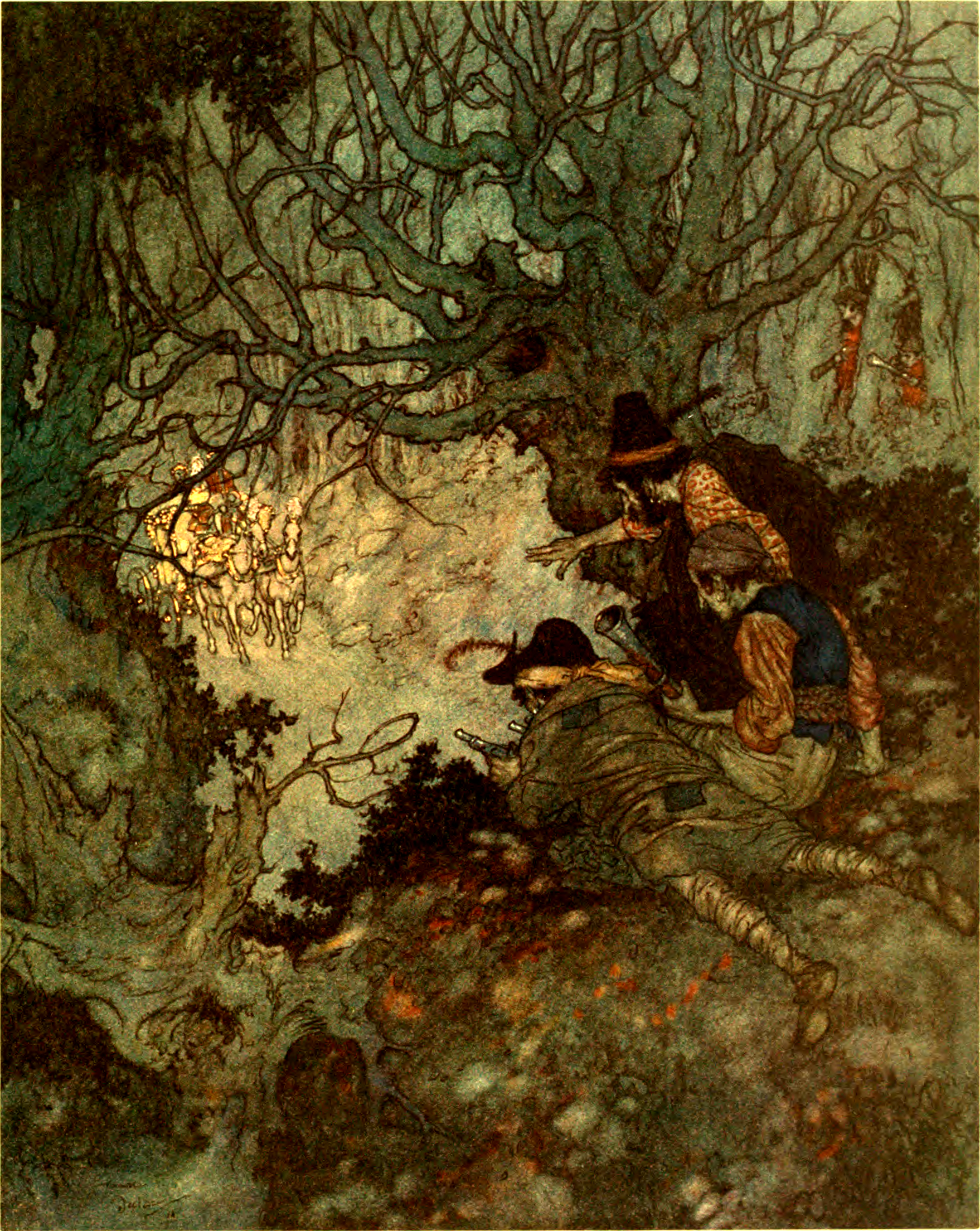
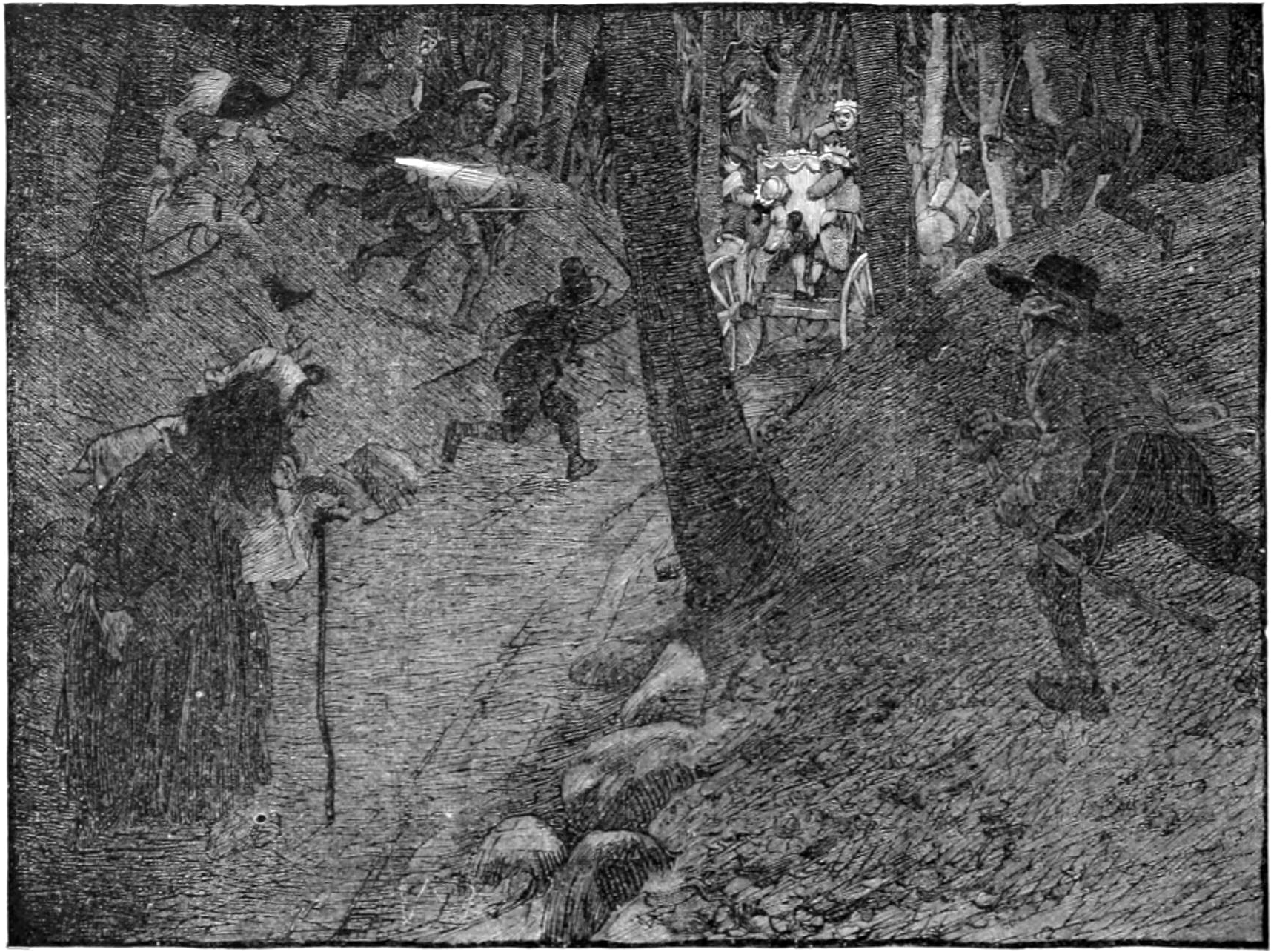
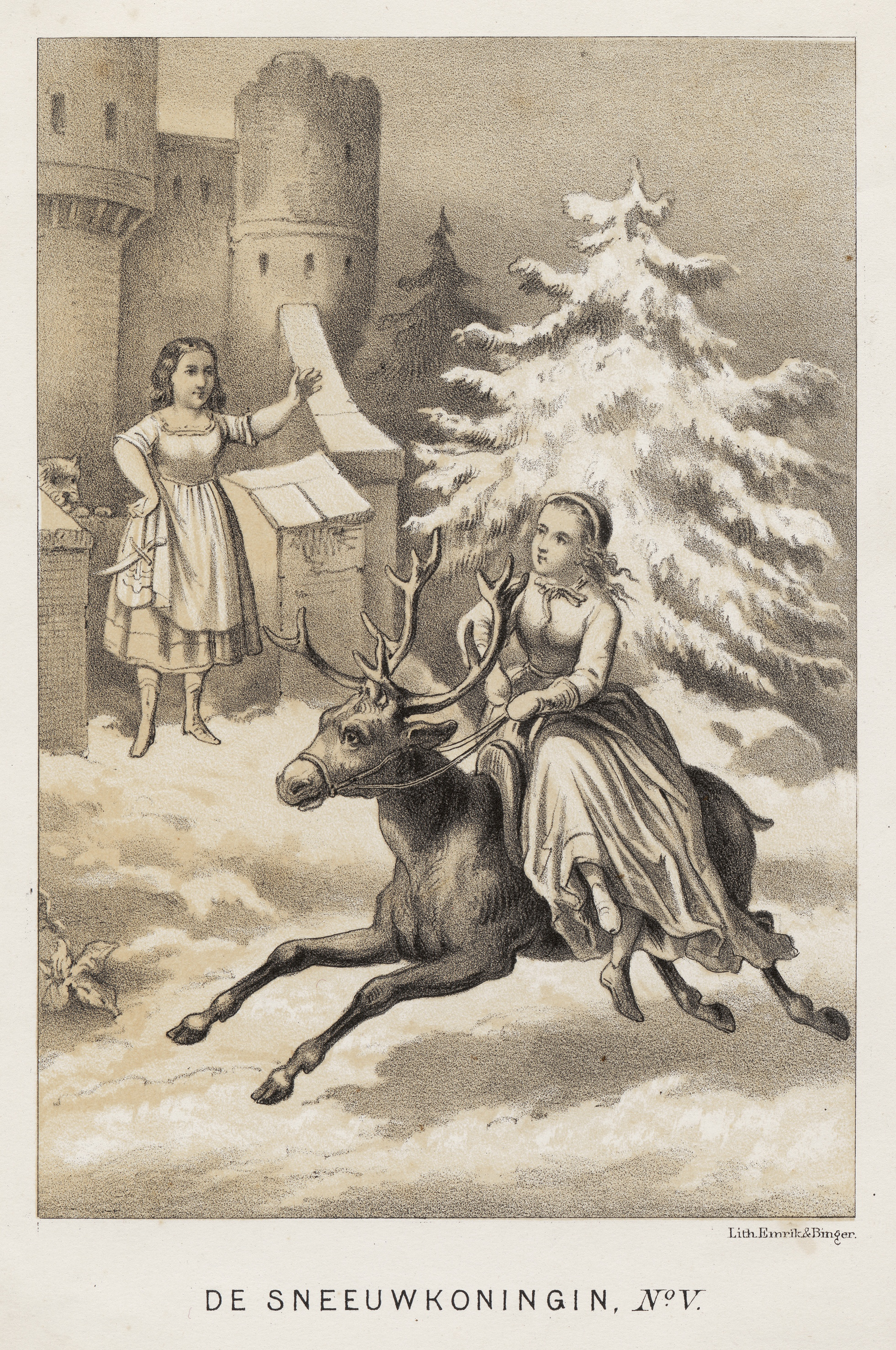

### Laponka i Finka
Rozbójniczka uwalnia Gerdę i renifery, aby mogły udać się na północ do pałacu Królowej Śniegu. Zatrzymują się dwa razy: najpierw w domu Laponki, a potem w domu Finki. Finka mówi reniferowi, że sekret wyjątkowej mocy Gerdy, która ratuje Kaja, tkwi w jej ofiarnym i niewinnym dziecięcym sercu.

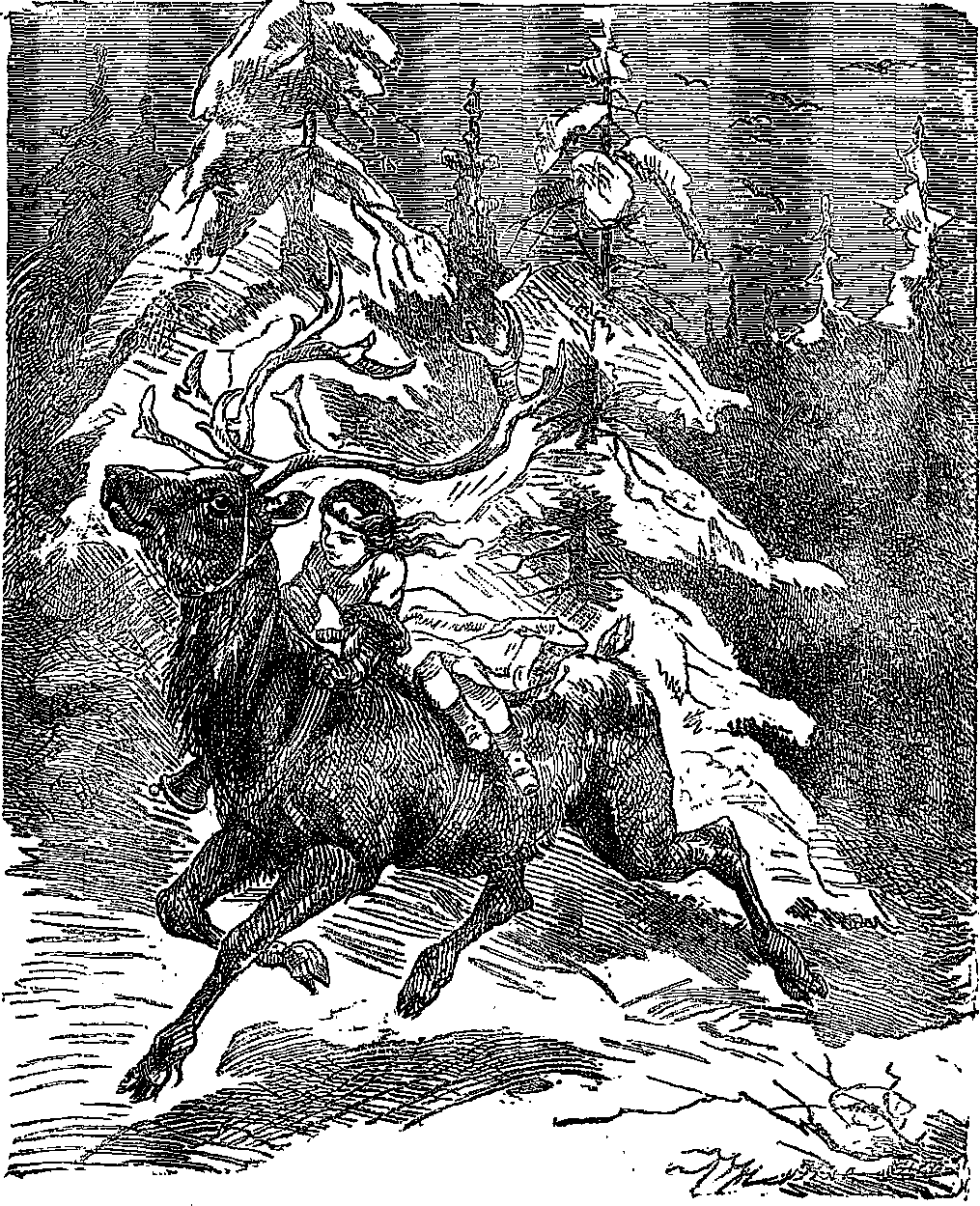
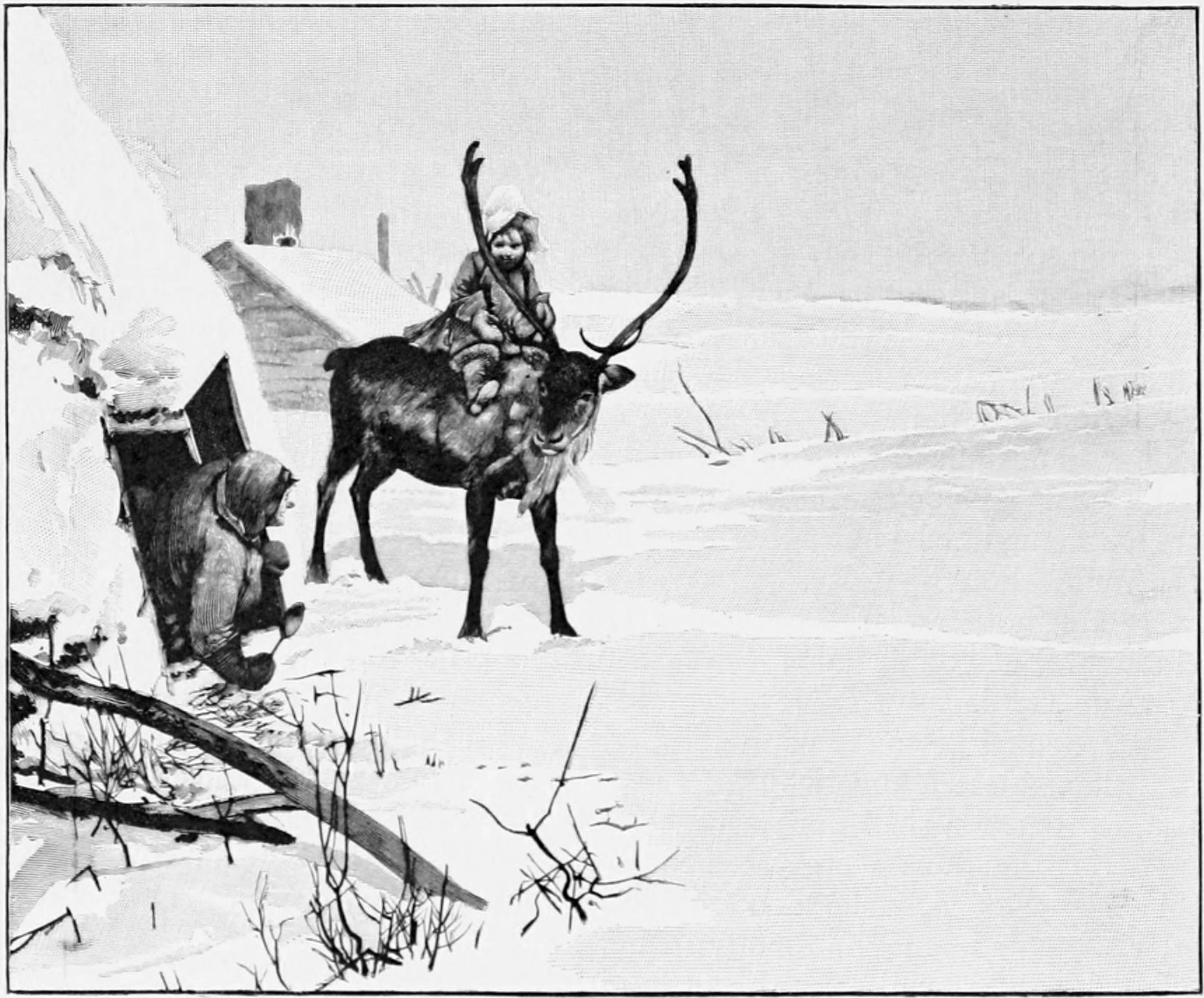
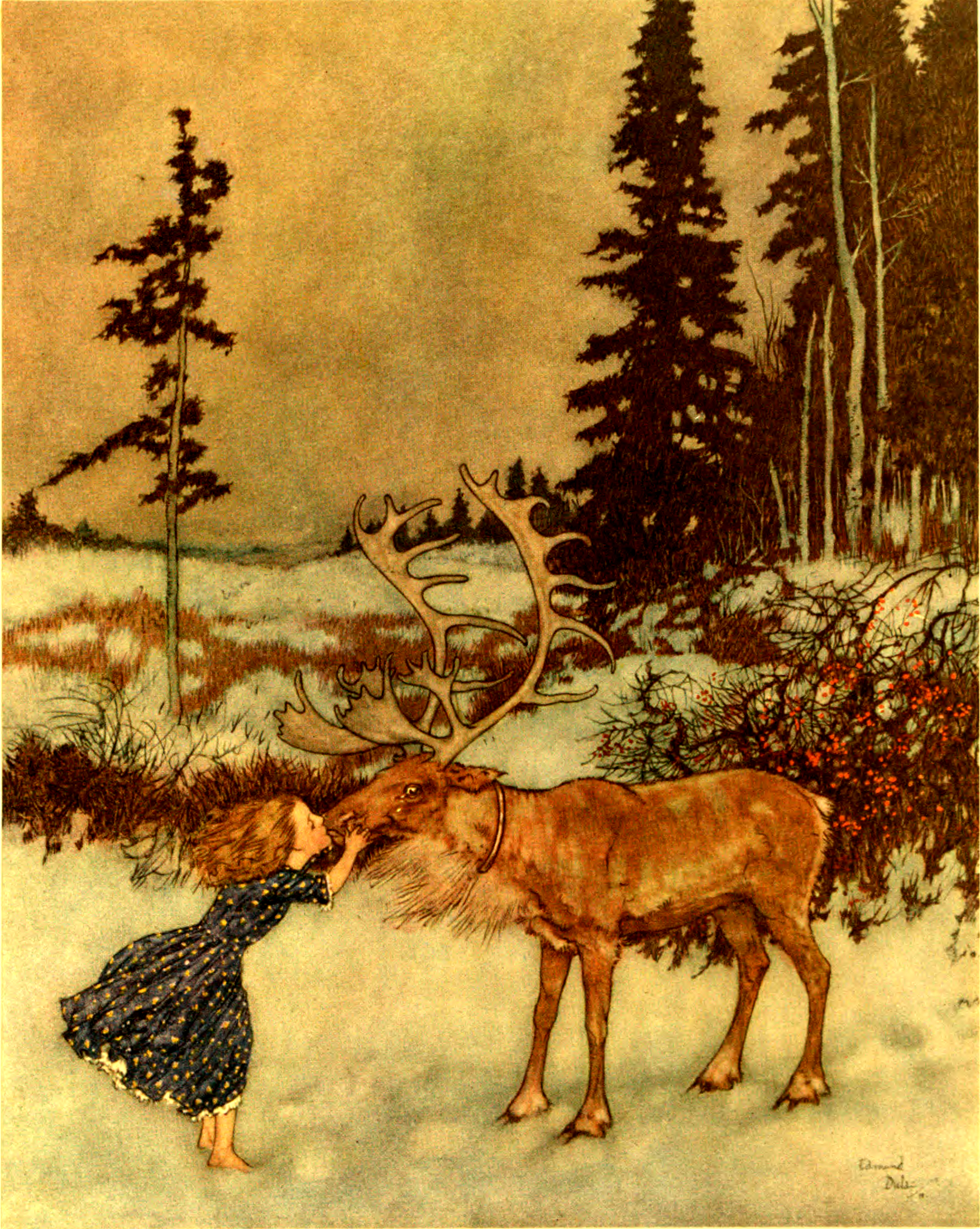

### W pałacu Królowej Śniegu i potem
Kiedy Gerda dociera do pałacu Królowej Śniegu, zatrzymuje ją strzegący go płatek śniegu. Odmawia Modlitwę Pańską, która sprawia, że jej oddech przybiera kształt aniołów. Aniołowie stawiają opór płatkom śniegu i pozwalają Gerdzie wejść do środka. Gerda znajduje Kaja samotnego i prawie nieruchomego na zamarzniętym stawie, który Królowa Śniegu nazywa „Zwierciadłem Rozumu”. Na środku ma swój tron. Kaj jest zaangażowany w zadanie, które zleciła mu Królowa Śniegu: musi użyć kawałków lodu jak chińskiej układanki, aby utworzyć znaki i słowa. Jeśli uda mu się ułożyć słowo, które Królowa Śniegu kazała mu napisać, uwolni go spod swojej mocy i da mu parę łyżew.

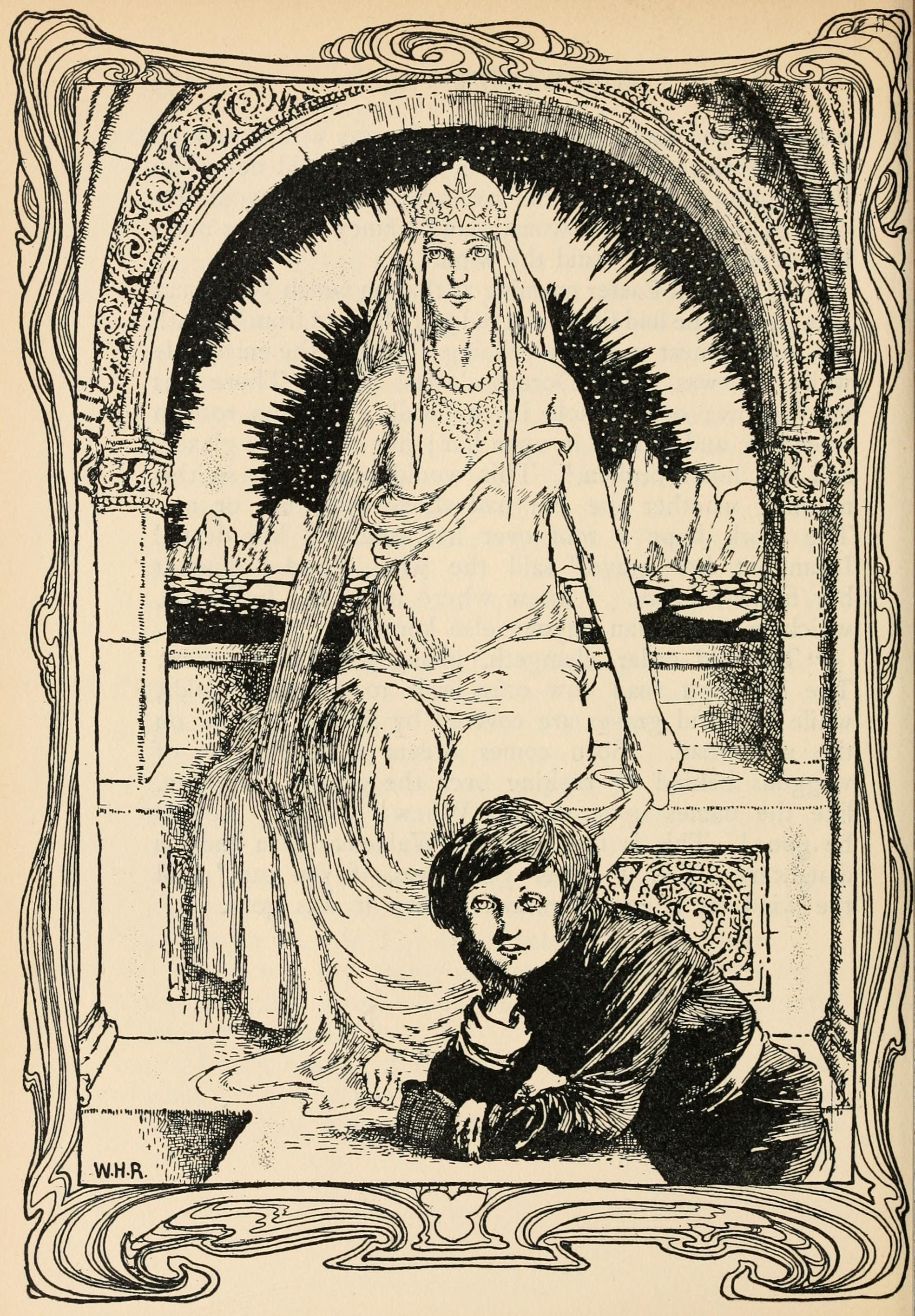
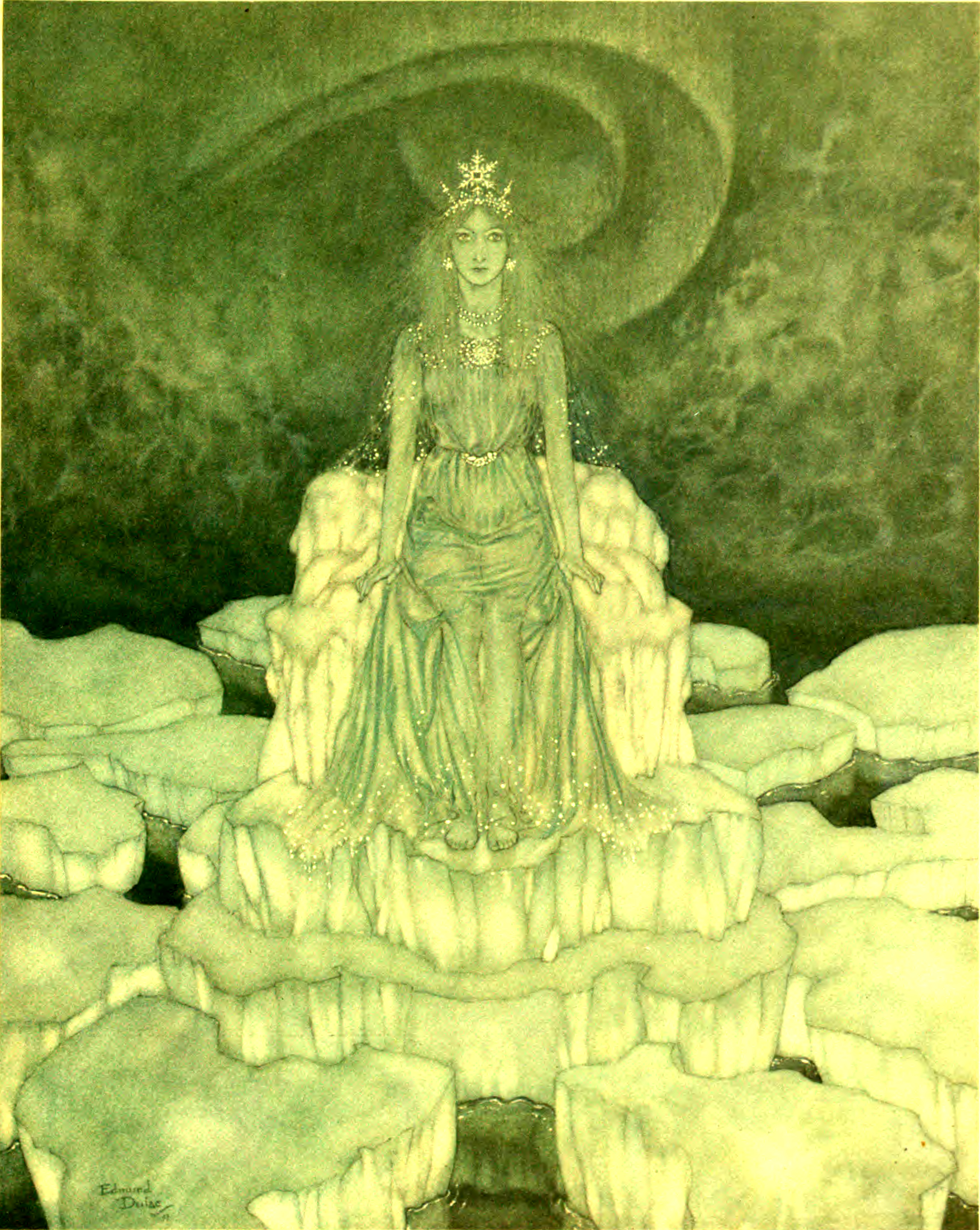
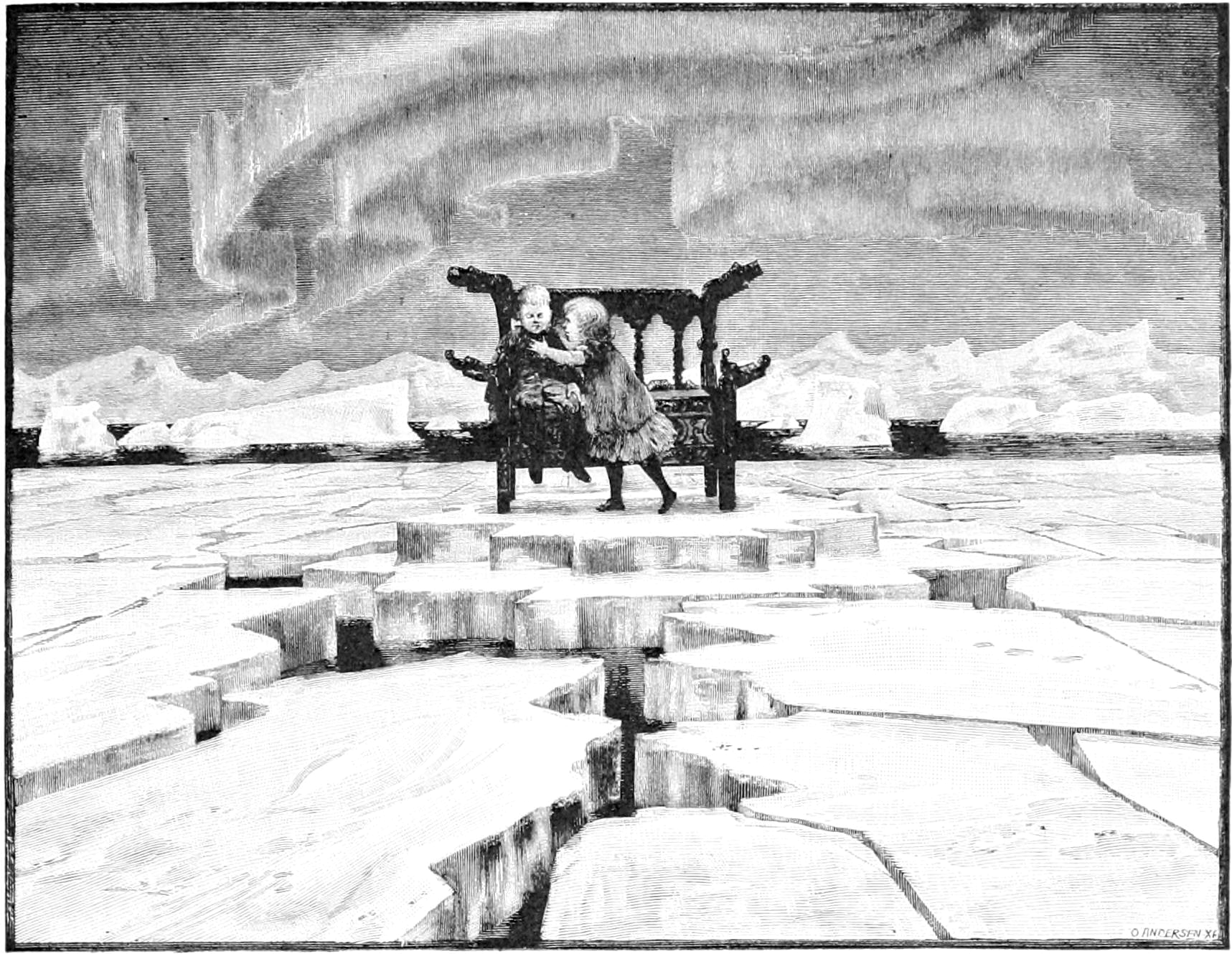
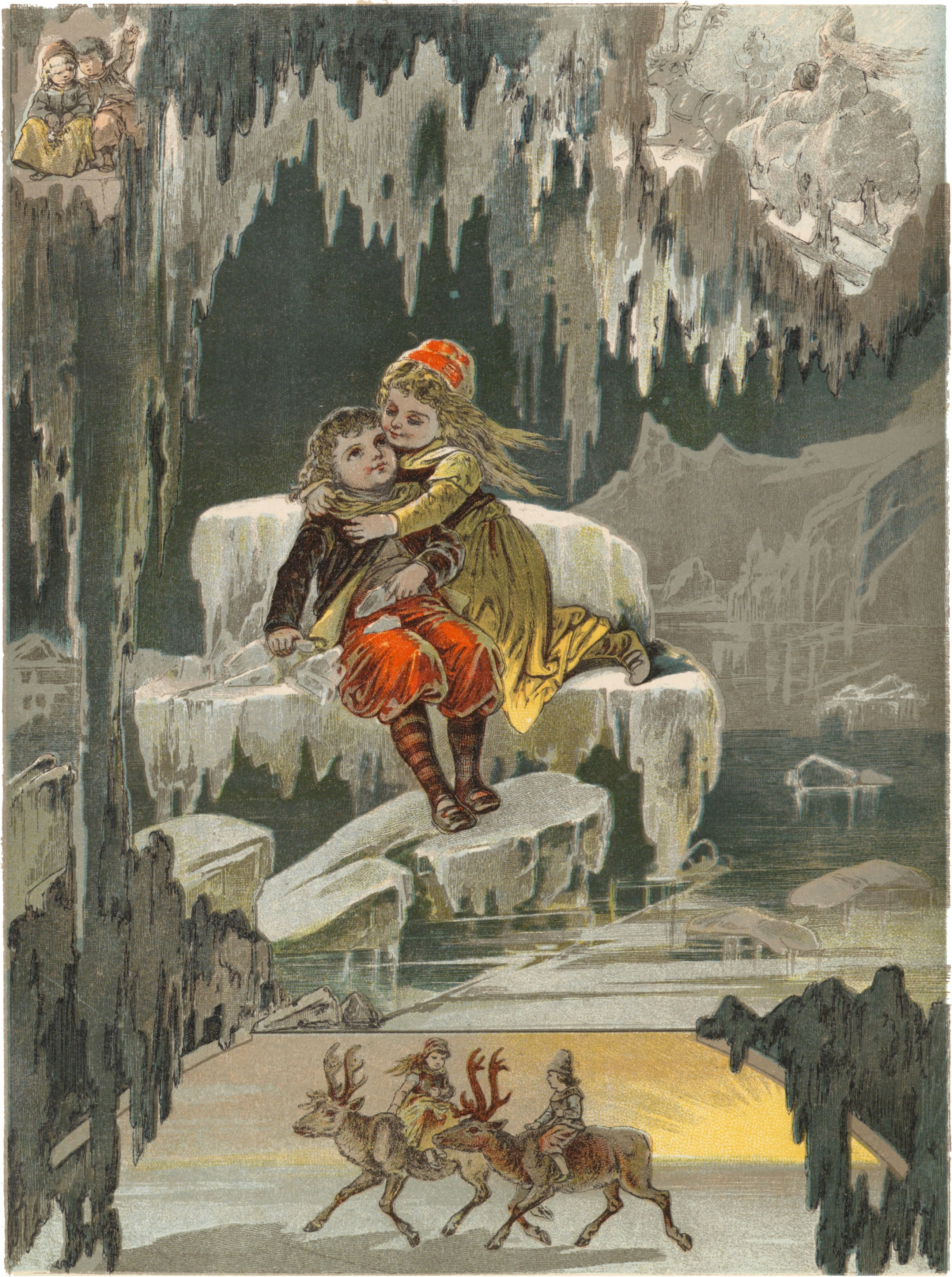

Historia dobrze się kończy. Na końcu Gerdzina babcia czyta fragment z Ewangelii według św. Mateusza (18,3): „Zaprawdę, powiadam wam: Jeśli się nie odmienicie i nie staniecie jak dzieci, nie wejdziecie do królestwa niebieskiego”.

## Postacie
W baśni pojawiają się następujący bohaterowie:
- Gerda – główna bohaterka opowieści; zdeterminowana, mająca nadzieję na odnalezienie swojego przyjaciela Kaja. Jest protagonistką podróży.
- Kaj – najlepszy przyjaciel Gerdy; po tym, jak stał się zły z powodu odłamka lustra trolla, pada ofiarą Królowej Śniegu.
- Królowa Śniegu – władczyni wszystkich płatków śniegu; podróżuje po całym świecie w saniach. Jej pierwotnym domem był Spitsbergen, ale przez część roku mieszka w Laponii.
- Babcia Gerdy – opowiada Kajowi i Gerdzie legendę o Królowej Śniegu.
- Kwiatowa Wiedźma – mieszka w domu nad brzegiem rzeki, w dużym ogrodzie kwiatowym, gdzie zawsze trwa lato. Dzięki swoim magicznym sztuczkom udaje jwj się sprawić, że Gerda zapomina o Kaju i zostaje z nią na pewien czas.
- Dwa Kruki – to dwie wrony, mąż i żona, którzy pomagają Gerdzie dostać się do pałacu księżniczki i odnaleźć Kaja.
- Książę – wcześniej był zwykłym chłopcem; udaje mu się zostać księciem po zdaniu testu zadanego przez księżniczkę.
- Księżniczka – chciała poślubić mężczyznę równie inteligentnego jak ona; po odnalezieniu Gerdy w swoim pałacu, pomaga jej w poszukiwaniach, dając jej ubrania, służących i złotą powózkę.
- Mała rozbójniczka – córka przywódcy bandy rozbójników; po schwytaniu Gerdy postanawia zatrzymać ją jako towarzyszkę zabaw, zamykając ją w swojej menażerii z innymi zwierzętami; po wysłuchaniu historii postanawia ją uwolnić, dając renifera.
- Renifer – należy do małej rozbójniczki; zostaje uwolniona pod warunkiem, że będzie towarzyszyć Gerdzie w drodze do Królowej Śniegu.
- Laponka – udziela Gerdzie schronienia i zostawia jej notatkę napisaną na rybie, prosząc ją, aby zaniosła ją swojej fińskiej przyjaciółce.
- Finka – mieszka w pobliżu pałacu królowej; wie, że jedyną siłą, jakiej Gerda potrzebuje, aby dotrzeć do pałacu, jest jej czyste serce.

### Wybór imion Kaj i Gerda
Imiona Kaj i Gerda mają swoje korzenie w tradycjach skandynawskich i duńskich. Oba imiona były popularne w Danii w czasach Andersena. Wybór imion mógł uczynić postacie bardziej wiarygodnymi i bliskimi czytelnikom.

## Interpretacja
Fabuła baśni przypomina ludową opowieść o wchodzeniu w dorosłość, o inicjacji do życia społecznego. Ukazane zostają dwa typy dorastania. Gerda wzrasta do życia społecznego poprzez odwołanie się do tradycji, komunikacji i socjalizacji. Kaj nie dojrzewa, bo neguje wartości poprzednich pokoleń, zostaje samotny, jak Królowa Śniegu. Idąc tą droga nigdy nie zostanie w pełni członkiem społeczeństwa. Jest zamknięty na miłość bliskich.
W pierwszej historii zaprezentowany został mit narodzin zła. W drugiej dowiadujemy się, jak zło wkracza do ludzkiego serca. Kolejnych pięć historii to próba ukazania etapów walki ze złem, poprzez stopniowe zjednoczenie się człowieka z naturą, tradycjami, Bogiem, samym sobą. Chodzi o przywrócenie harmonii i integralności. Kolejne próby, które przechodzi Gerda, to: próba zapomnienia, próba bogactwa, próba bezpośredniego zagrożenia życia, próba walki chrześcijańskiej z demonami, próba walki ze złem w sobie. Wszystko pokonuje miłość Boga, dobro pokonuje zło.
Główną myślą jest prawda ewangeliczna: miłość zwycięża wszystko. Bóg mieszka w sercu Gerdy, to on pomaga człowiekowi przezwyciężyć zło i czyni słabych silnymi. Kaj ma serce skażone złem, nie może walczyć, jest naprawdę słaby. Andersen analizuje każdy z rodzajów miłości: eros, fileo i agape. Miłość erotyczną ucieleśnia Królowa Śniegu. To ona pocałunkiem zamienia serce Kaja w lód. Miłość erotyczna bez przyjaźni staje się diabelską namiętnością. Przyjaźń jest podstawą budujących relacji w baśni. Ucieleśnieniem tego typu miłości są książę i księżniczka. Szczytem dojrzałości do relacji jest ofiarna miłość agape. Tą miłością kocha Kaja Gerda. Jak Chrystus jest gotowa poświęcić wszystko w imię miłości do przyjaciela. Andersen ukazał również perwersyjną, egoistyczną miłość starej kobiety.
W chrześcijańskiej interpretacji dziecięca niewinność zostaje przeciwstawiona przebiegłemu umysłowi. Pada cytat z ewangelii o konieczności bycia jak dziecko, by osiągnąć prawdziwe szczęście.

## Polskie przekłady
Baśń została kilkanaście razy przełożona na język polski:
- 1859 – Fryderyk Henryk Lewestam, Powiastki moralno-fantastyczne
- 1891 – Królowa Śniegu (Andersen, przekł. Matuszewski) – baśń w przekładzie Ignacego Matuszewskiego
- 1892 – Wanda Młodnicka, Fantastyczne opowieści
- 1900 – Maria Glotz, Nowe powieści czarodziejskie Andersena, t. I
- 1913 – Królowa Śniegu (Andersen, przekł. Szczęsny) – baśń w przekładzie Aleksandra Szczęsnego
- 1918 – Królowa Śniegu (Andersen, przekł. Niewiadomska) – baśń w przekładzie Cecylii Niewiadomskiej
- 1927 – Janina Colonna-Walewska, Baśnie Andersena dla dzieci
- 1929 – Królowa Śniegu (Andersen, przekł. Mirandola) – baśń w przekładzie Franciszka Mirandoli
- 1931 – Stefania Beylin, Baśnie
- 1938 – Adam Przemski, Bajki
- 1938 – Marceli Tarnowski, Bajki
- 1946 – Witold Zechenter, Bajki
- 1946 – Czesław Kędzierski, Bajki
- 2006 – Bogusława Sochańska, Baśnie i opowieści (tłum. z j. duńskiego)

## Adaptacje filmowe
- Królowa Śniegu – radziecki film animowany z 1957 roku
- Królowa Śniegu – radziecki film z 1966 roku
- Królowa Śniegu – fiński film z 1986 roku
- Królowa Śniegu – czechosłowacki film animowany z 1987 roku
- Królowa Śniegu – brytyjski film animowany z 1995 roku
- Królowa Śniegu – duński film z 2000 roku
- Królowa Śniegu – amerykańsko-brytyjski film z 2002 roku
- Królowa Śniegu – brytyjski film z 2005 roku
- Królowa Śniegu – rosyjski film animowany z 2012 roku
- Królowa Śniegu – niemiecki film z 2014 roku